# 안동시

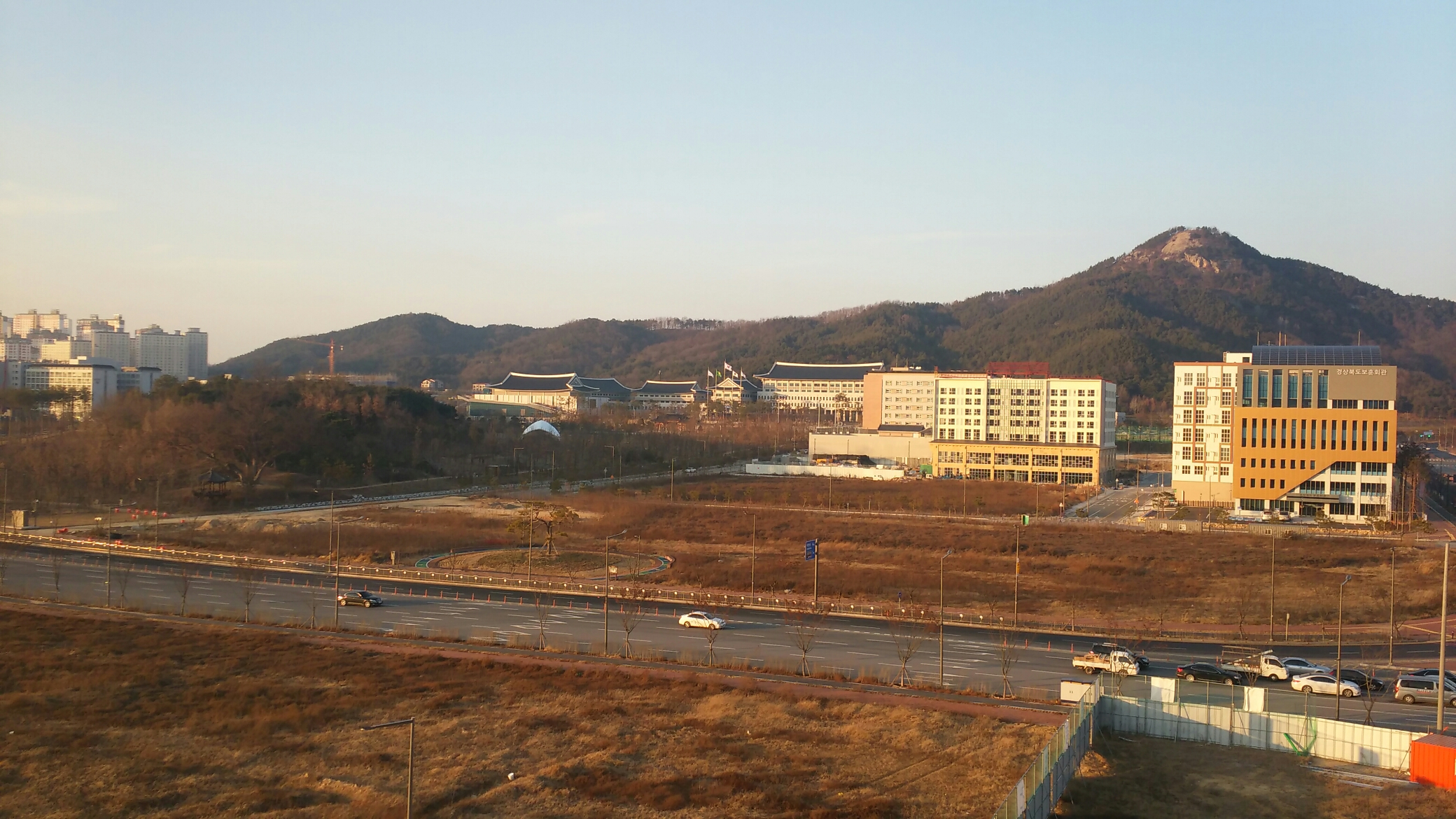
경상북도청 전경. 그 앞에는 아파트가 들어서 있다.

안동시(安東市)는 대한민국 경상북도 중북부에 있는 도시이자, 경상북도청 소재지이다. 고려·조선시대에는 안동대도호부가 존재했다. 유교 문화의 고장으로 유명하며, 『한국정신문화의 수도 안동』이라는 슬로건을 사용한다. 하회마을, 도산서원 등 명소가 있고, 많은 문화재들이 보존되어 있다. 시청 소재지는 명륜동이고, 행정구역은 1읍 13면 10동이다. 면적은 서울의 2.5배인 1,520km2로 대한민국에서 행정구역 면적이 가장 넓은 시 구역이다.

## 역사
선사시대에 사람이 살던 흔적이 여럿 발견되고 있으며 임동면 수곡리에는 청동기시대에 새겨진 것으로 추정되는 암각화가 있다.
견훤과 왕건의 싸움인 고창 전투가 벌어진 곳이기도 하다.
퇴계 이황과 서애 류성룡으로 대표되는 유교와 봉정사로 대표되는 불교, 하회마을과 하회별신굿탈놀이·차전놀이·성주풀이 등으로 대표되는 민속이 어우러진 문화 기풍을 보여주며 조선 시대에는 남인 계열의 한 기둥으로 자리잡았다.
조선 시대에 안동에서 배출한 인물이 가장 많았으며 이천, 이현보, 이황, 류성룡, 김성일 같은 문인·학자로부터 현대에는 이상룡·이육사 같은 독립운동가에 이르기까지 역사적 인물이 다수 출현하였다.
고려 시대에 이미 안동은 길주목, 복주목, 안동부 등으로 승격되어 경상도의 중요 도시로 성장하였으며 이와 같은 중요성은 조선 시대에까지 이어져 안동대도호부가 되어 그 후 1895년 지방행정제도 개편 때까지 계속 지위를 유지하였다. 당시의 안동대도호부는 현재의 안동시뿐만 아니라 예천군과 봉화군의 일부까지도 관할하였으며 인구나 시가지 규모가 경주부에 이은 경상도에서 두 번째로 큰 도시였다. 또한 경상도 동북부 지역의 계수관(界首官)으로서 지역의 행정, 군사, 교육 중심지이기도 했다.
그러나 개항 이후 경부선이 안동에서 멀리 떨어진 김천과 대구에 부설되고 철도에서 소외되어 조선 시대에 중요한 역할을 했던 오래된 도시들이 쇠퇴하는 가운데 안동도 비슷한 길을 걷게 되었다. 지역 중심지로서의 역할은 수행했을 지언정 도시의 절대 규모는 급성장하는 타 도시들을 따라가지 못했기 때문이다. 1945년 해방이 되었을 때 안동의 인구는 경상북도 내에서조차 대구, 포항, 김천, 경주에 이어 다섯 번째에 불과하였으며 시로 승격된 것도 1963년으로 경상북도에서 다섯 번째였다.
시로 승격된 이후에도 발전은 크게 정체하여 대도시와의 격차가 점점 심해졌으며 1976년 안동댐 건설로 그 정점에 달했다. 시와 군을 합하여 24만에 달했던 인구는 급속도로 감소했으며 2009년에는 16만명 대로 감소하였다. 그러나 2008년 경상북도청 이전이 안동시 풍천면과 예천군 호명면 후보지로 결정되고 교통이 점차 편리해지며 각종 산업단지 유치를 이끌어냄에 따라 30년 만에 처음으로 인구가 증가세로 잠시 돌아섰지만 이후 계속 인구가 감소하고 있다.

## 지리

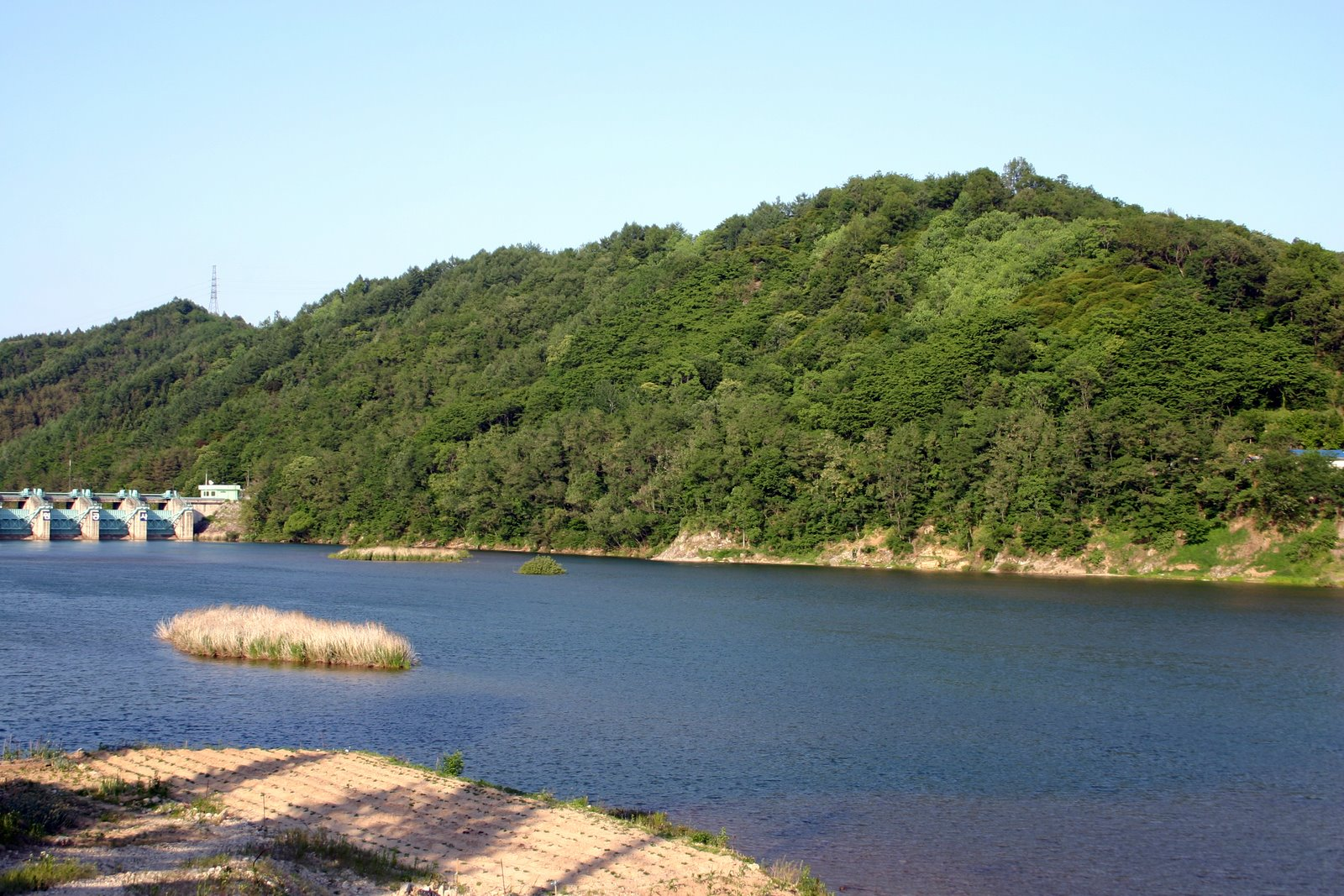
낙동강

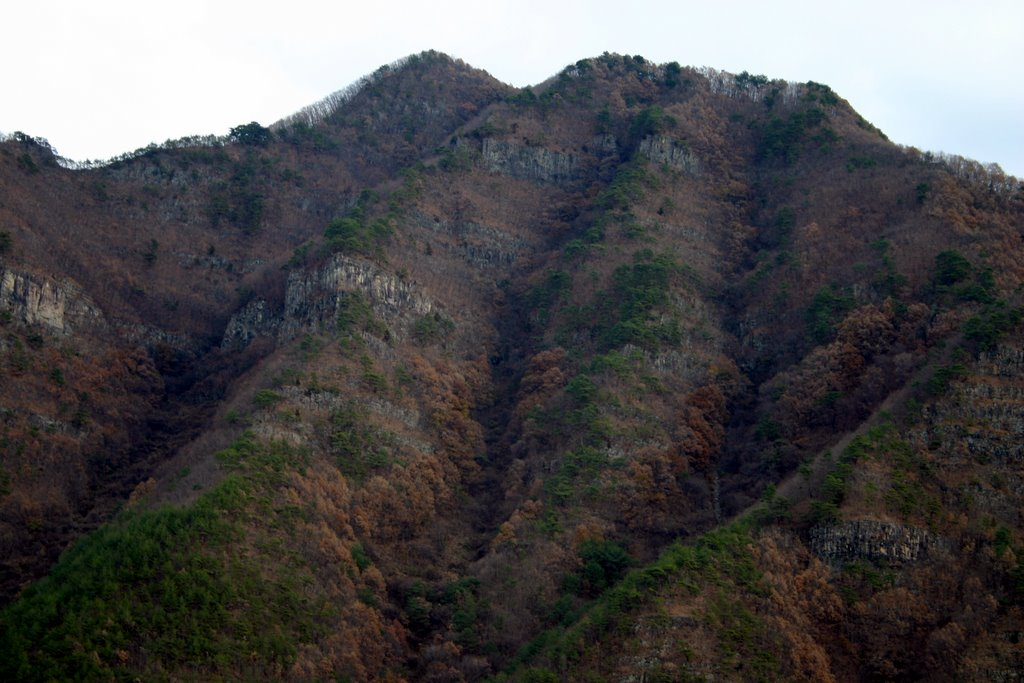
청량산

### 위치
안동은 경상북도의 중북부에 있다. 동쪽으로 영양군, 청송군, 서쪽으로 예천군, 남쪽으로 의성군, 북쪽으로 영주시, 봉화군과 접한다.

### 지형
태백산맥의 지맥을 이루고, 낙동강은 북에서 남으로 흐르다가 시가지 동쪽에서 반변천과 합류하여 서쪽으로 관통하여 흐르고 있다. 낙동강을 경계 서쪽 지역은 비교적 평탄하나 동쪽 지역은 산이 험준하여 농경지는 거의가 산간에 위치하며, 풍산읍 · 풍천면 일원의 풍산평야를 제외하고는 평야가 극히 적은 편이다. 토질은 낙동강 남쪽은 점토질이고, 낙동강 북쪽은 사토질이다.

### 기후
안동은 대한민국 중부 산악 지대에 있으며, 냉대 동계 소우 기후(쾨펜의 기후 구분 Dwa)에 속한다. 기온은 연교차가 심하고, 안개가 연간 79일로 많으며, 계절풍은 겨울에는 북서풍이고 여름에는 서북서풍이다.
| 안동기상대 (안동시 운안동, 해발 141.26m)의 기후         | 안동기상대 (안동시 운안동, 해발 141.26m)의 기후 | 안동기상대 (안동시 운안동, 해발 141.26m)의 기후 | 안동기상대 (안동시 운안동, 해발 141.26m)의 기후 | 안동기상대 (안동시 운안동, 해발 141.26m)의 기후 | 안동기상대 (안동시 운안동, 해발 141.26m)의 기후 | 안동기상대 (안동시 운안동, 해발 141.26m)의 기후 | 안동기상대 (안동시 운안동, 해발 141.26m)의 기후 | 안동기상대 (안동시 운안동, 해발 141.26m)의 기후 | 안동기상대 (안동시 운안동, 해발 141.26m)의 기후 | 안동기상대 (안동시 운안동, 해발 141.26m)의 기후 | 안동기상대 (안동시 운안동, 해발 141.26m)의 기후 | 안동기상대 (안동시 운안동, 해발 141.26m)의 기후 | 안동기상대 (안동시 운안동, 해발 141.26m)의 기후 |
| 월                                                      | 1월                                             | 2월                                             | 3월                                             | 4월                                             | 5월                                             | 6월                                             | 7월                                             | 8월                                             | 9월                                             | 10월                                            | 11월                                            | 12월                                            | 연간                                            |
| ------------------------------------------------------- | ----------------------------------------------- | ----------------------------------------------- | ----------------------------------------------- | ----------------------------------------------- | ----------------------------------------------- | ----------------------------------------------- | ----------------------------------------------- | ----------------------------------------------- | ----------------------------------------------- | ----------------------------------------------- | ----------------------------------------------- | ----------------------------------------------- | ----------------------------------------------- |
| 역대 최고 기온 °C (°F)                                  | 13.2 (55.8)                                     | 23.2 (73.8)                                     | 26.6 (79.9)                                     | 32.1 (89.8)                                     | 35.1 (95.2)                                     | 35.7 (96.3)                                     | 38.9 (102.0)                                    | 38.8 (101.8)                                    | 36.0 (96.8)                                     | 29.0 (84.2)                                     | 26.6 (79.9)                                     | 18.2 (64.8)                                     | 38.9 (102.0)                                    |
| 일평균 최고 기온 °C (°F)                                | 4.0 (39.2)                                      | 7.0 (44.6)                                      | 12.6 (54.7)                                     | 19.5 (67.1)                                     | 24.7 (76.5)                                     | 27.9 (82.2)                                     | 29.5 (85.1)                                     | 30.1 (86.2)                                     | 25.8 (78.4)                                     | 20.5 (68.9)                                     | 13.0 (55.4)                                     | 5.9 (42.6)                                      | 18.4 (65.1)                                     |
| 일일 평균 기온 °C (°F)                                  | −1.8 (28.8)                                     | 0.8 (33.4)                                      | 6.0 (42.8)                                      | 12.4 (54.3)                                     | 17.8 (64.0)                                     | 21.9 (71.4)                                     | 24.8 (76.6)                                     | 25.1 (77.2)                                     | 20.0 (68.0)                                     | 13.5 (56.3)                                     | 6.4 (43.5)                                      | −0.1 (31.8)                                     | 12.2 (54.0)                                     |
| 일평균 최저 기온 °C (°F)                                | −7.2 (19.0)                                     | −5.1 (22.8)                                     | −0.2 (31.6)                                     | 5.5 (41.9)                                      | 11.2 (52.2)                                     | 16.5 (61.7)                                     | 21.0 (69.8)                                     | 21.2 (70.2)                                     | 15.5 (59.9)                                     | 8.0 (46.4)                                      | 1.0 (33.8)                                      | −5.3 (22.5)                                     | 6.8 (44.2)                                      |
| 역대 최저 기온 °C (°F)                                  | −20.4 (−4.7)                                    | −18.6 (−1.5)                                    | −11.5 (11.3)                                    | −4.3 (24.3)                                     | 1.8 (35.2)                                      | 6.1 (43.0)                                      | 11.8 (53.2)                                     | 12.0 (53.6)                                     | 4.0 (39.2)                                      | −4.2 (24.4)                                     | −11.8 (10.8)                                    | −16.0 (3.2)                                     | −20.4 (−4.7)                                    |
| 평균 강수량 mm (인치)                                   | 16.7 (0.66)                                     | 24.9 (0.98)                                     | 44.5 (1.75)                                     | 74.0 (2.91)                                     | 85.1 (3.35)                                     | 123.1 (4.85)                                    | 235.2 (9.26)                                    | 226.4 (8.91)                                    | 119.8 (4.72)                                    | 46.5 (1.83)                                     | 30.9 (1.22)                                     | 18.6 (0.73)                                     | 1,045.7 (41.17)                                 |
| 평균 강수일수 (≥ 0.1 mm)                                | 4.9                                             | 4.9                                             | 7.2                                             | 8.0                                             | 8.7                                             | 9.6                                             | 14.2                                            | 13.9                                            | 9.0                                             | 5.7                                             | 6.2                                             | 5.5                                             | 97.8                                            |
| 평균 강설일수                                           | 5.5                                             | 3.7                                             | 2.6                                             | 0.3                                             | 0.0                                             | 0.0                                             | 0.0                                             | 0.0                                             | 0.0                                             | 0.0                                             | 0.8                                             | 4.1                                             | 17.0                                            |
| 평균 상대 습도 (%)                                      | 59.9                                            | 57.3                                            | 56.8                                            | 55.4                                            | 61.0                                            | 68.8                                            | 77.5                                            | 77.7                                            | 76.5                                            | 72.7                                            | 68.2                                            | 62.7                                            | 66.2                                            |
| 평균 월간 일조시간                                      | 194.8                                           | 193.8                                           | 214.1                                           | 222.3                                           | 235.2                                           | 200.4                                           | 161.9                                           | 172.8                                           | 157.0                                           | 188.5                                           | 166.7                                           | 185.1                                           | 2,292.6                                         |
| 출처: 기상청 (평년값: 1991년~2020년, 극값: 1973년~현재) |                                                 |                                                 |                                                 |                                                 |                                                 |                                                 |                                                 |                                                 |                                                 |                                                 |                                                 |                                                 |                                                 |

### 인문지리

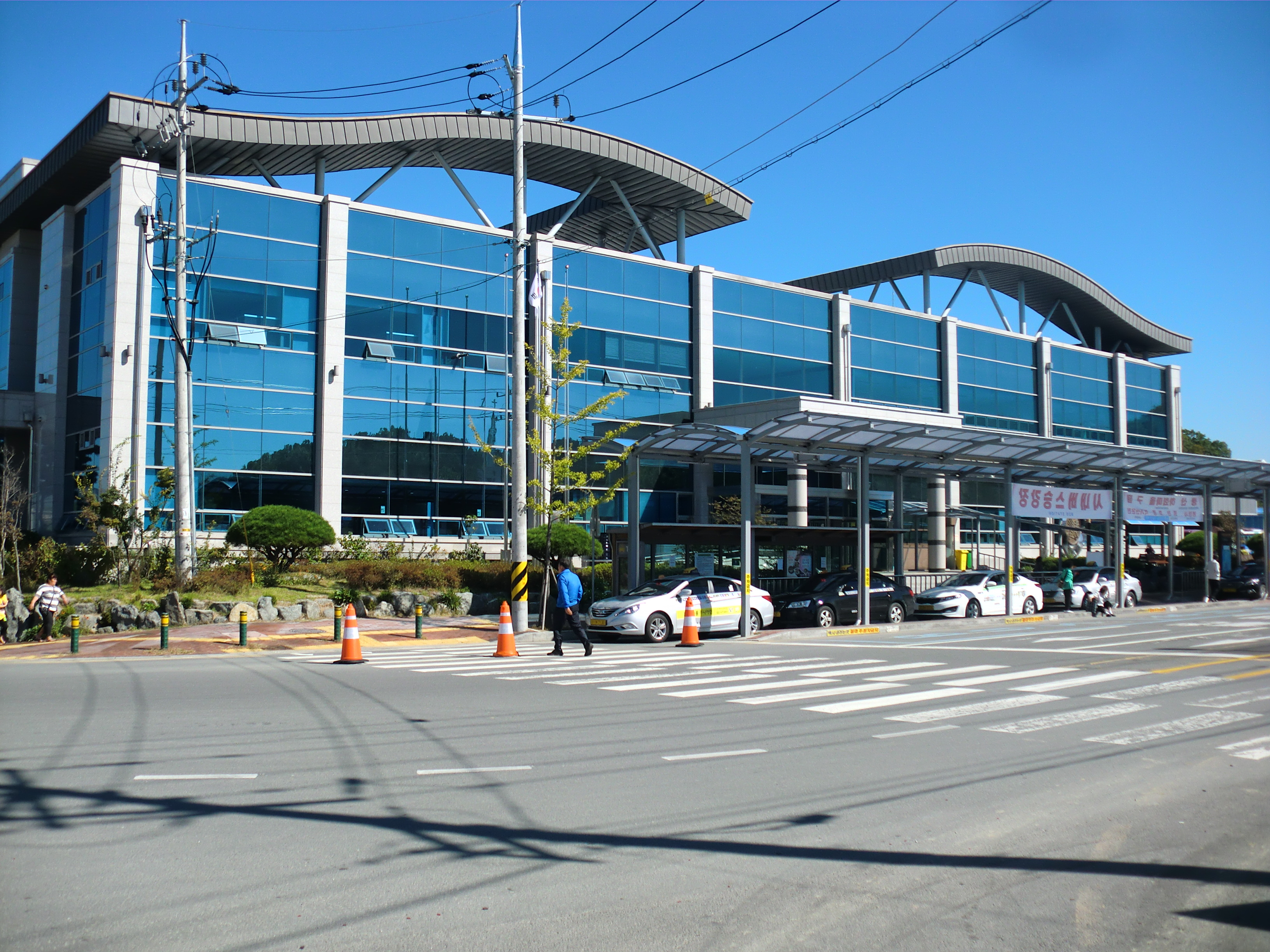
송하동 안동 터미널 건물.

시가지의 동서를 가로지르는 국도 제34호선상을 따라 시가지가 펼쳐져 있다. 영주시, 예천군, 봉화군, 의성군, 영양군, 청송군과는 인접 지역으로 예로부터 안동 문화권으로 분류되어 왔으며, 현재도 통근 및 통학권에 속하는 동시에 경제적으로도 같은 상권에 속해있다.
영가로, 서동문로, 대안로, 남문로 일대가 안동의 도심이다. 송현동에 안동역이 자리 잡고 있고, 정기 시장인 안동구시장과 안동신시장(안동중앙시장)이 있으며, 주요 은행의 지점과 관공서, 상점가가 밀집하고 있다. 시청은 명륜동에 있으며, 안동에서 가장 지가가 비싼 지역이다. 현재 안동의 장날은 매 2일과 7일이다.
태화동, 중구동, 서구동, 평화동 지역은 조선 시대부터 안동대도호부(安東大都護府)의 주거지역이었으며, 1980~1990년대까지는 가장 인구가 많은 지역이었다. 그러나 1990년대 후반 시가지 동쪽의 용상동과 서쪽의 옥동, 송하동 지역에 대단위 아파트 단지가 들어섬에 따라 공동화 현상이 심화되어 지금은 주거지역으로서의 기능과 도심지로서의 기능을 하고 있다.
현재 안동의 부도심인 용상동, 옥동, 송하동, 그리고 강남동 지역은 1990년대 후반 이후 증가한 아파트 수요를 충족시키기 위해 각기 2,000가구 이상의 아파트 단지가 들어서서 새 주거지역으로 각광받기 시작했다. 용상동은 교육면에서 안동 최고를 자랑하고 있으며, 옥동은 안동의 신시가지가 되었다. 강남동 지역은 2000년대 들어와 아파트가 들어서기 시작했으며, 아직은 대중 교통 노선이 열악한 편이다. 다만 2008년 6월에 강남 지구와 시내를 연결하는 영가대교가 개통되어 이동이 더욱 편리해졌다. 2011년 1월 24일 운흥동에 있던 안동터미널이 송하동으로 이전되었다.
1963년 안동시가 안동군에서 분리되었을 때의 인구는 5만여 명이었으며 안동시의 인구는 1995년 도농통합 직전까지 완만하게 증가하여 통합 당시에는 13만여 명을 헤아렸다. 반면 옛 안동군 지역은 1960년대 말 안동댐 건설 이후 인구가 감소하기 시작했고, 이촌향도 현상이 심화됨에 따라 1975년 27만 명이었던 인구가 2008년 기준으로는 16만 명으로 크게 감소한 상태이다. 반면에 통합 이전의 안동시 지역의 인구가 감소하지 않은 이유는 주로 구 안동군 지역에서 이사한 사람들이 많았기 때문으로 여겨진다.

## 지질

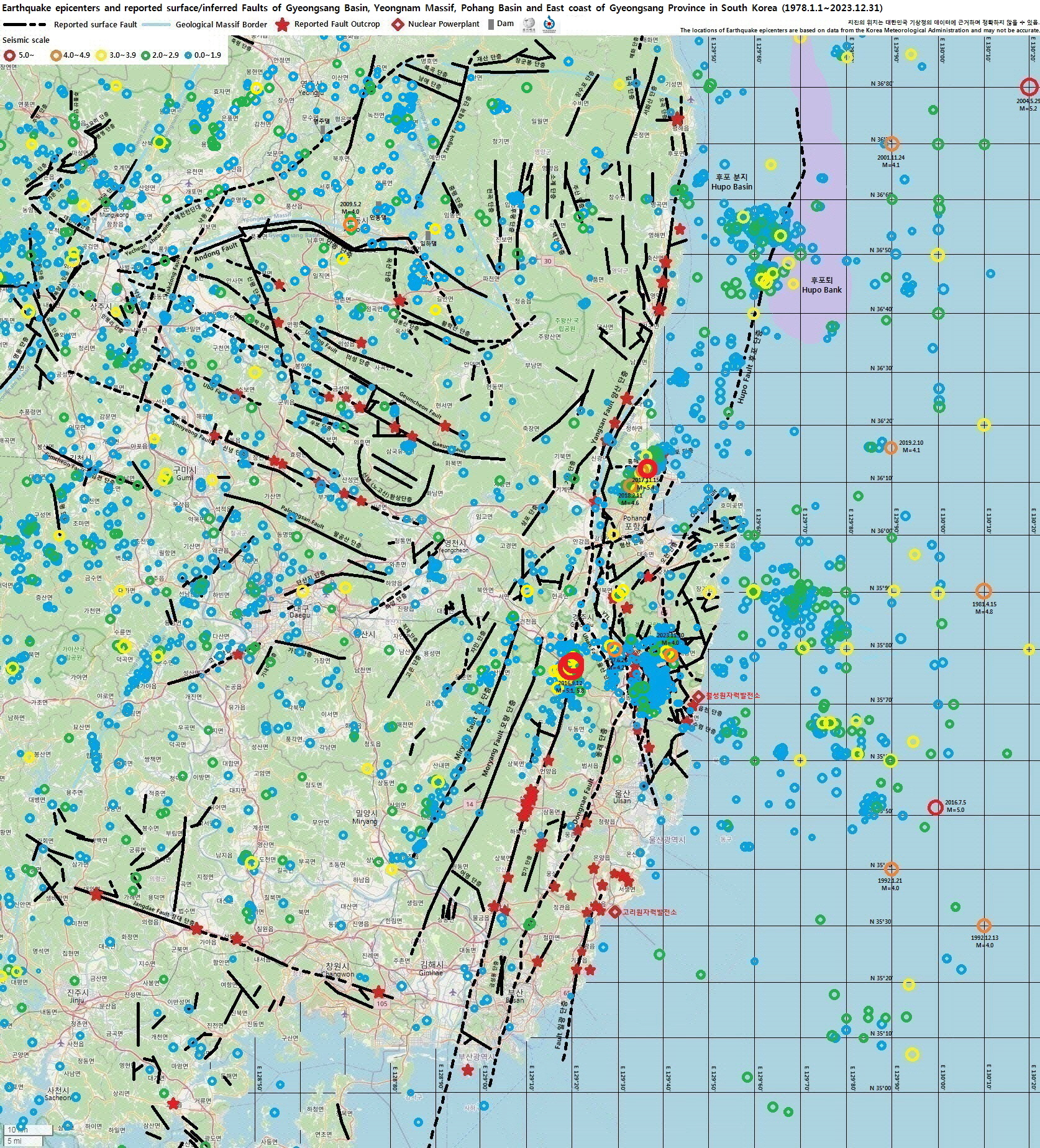
경상 분지 지역의 지진(1978-2023)과 안동시의 지질

안동시는 선캄브리아기 영남 지괴와 중생대 경상 분지의 경계 지역에 위치하고 있어, 안동시 내에서 대략 낙동강-반변천을 잇는 선(더 정확히는 안동 단층)을 기준으로 북쪽에는 영남 지괴의 변성암류와 중생대에 이를 관입한 화강암이, 남쪽에는 중생대의 경상 누층군이 분포한다.

## 행정 구역
안동시의 행정 구역은 1읍 13면 10행정동 42법정동으로 이루어져 있다.

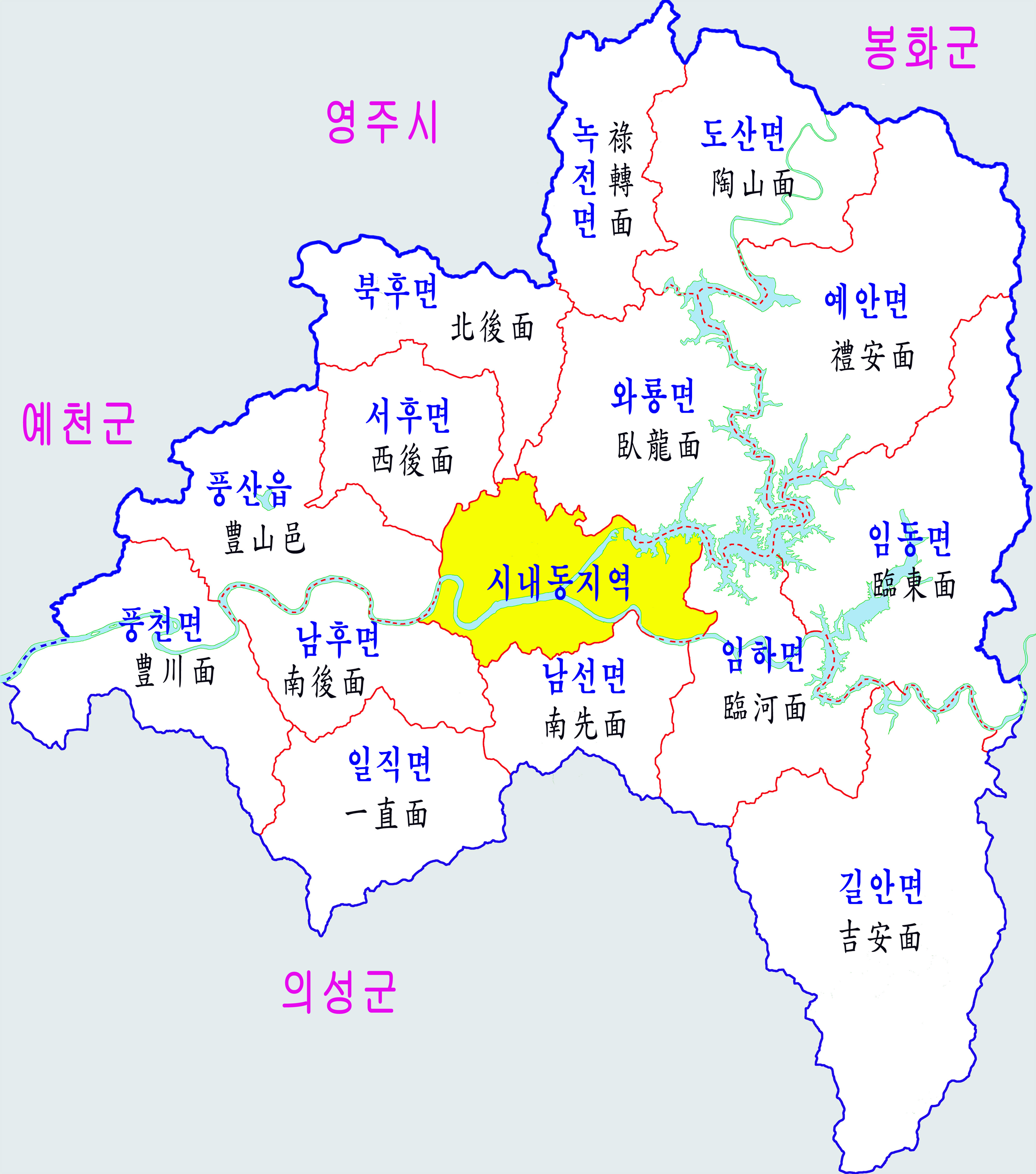
안동시 읍면 행정구역

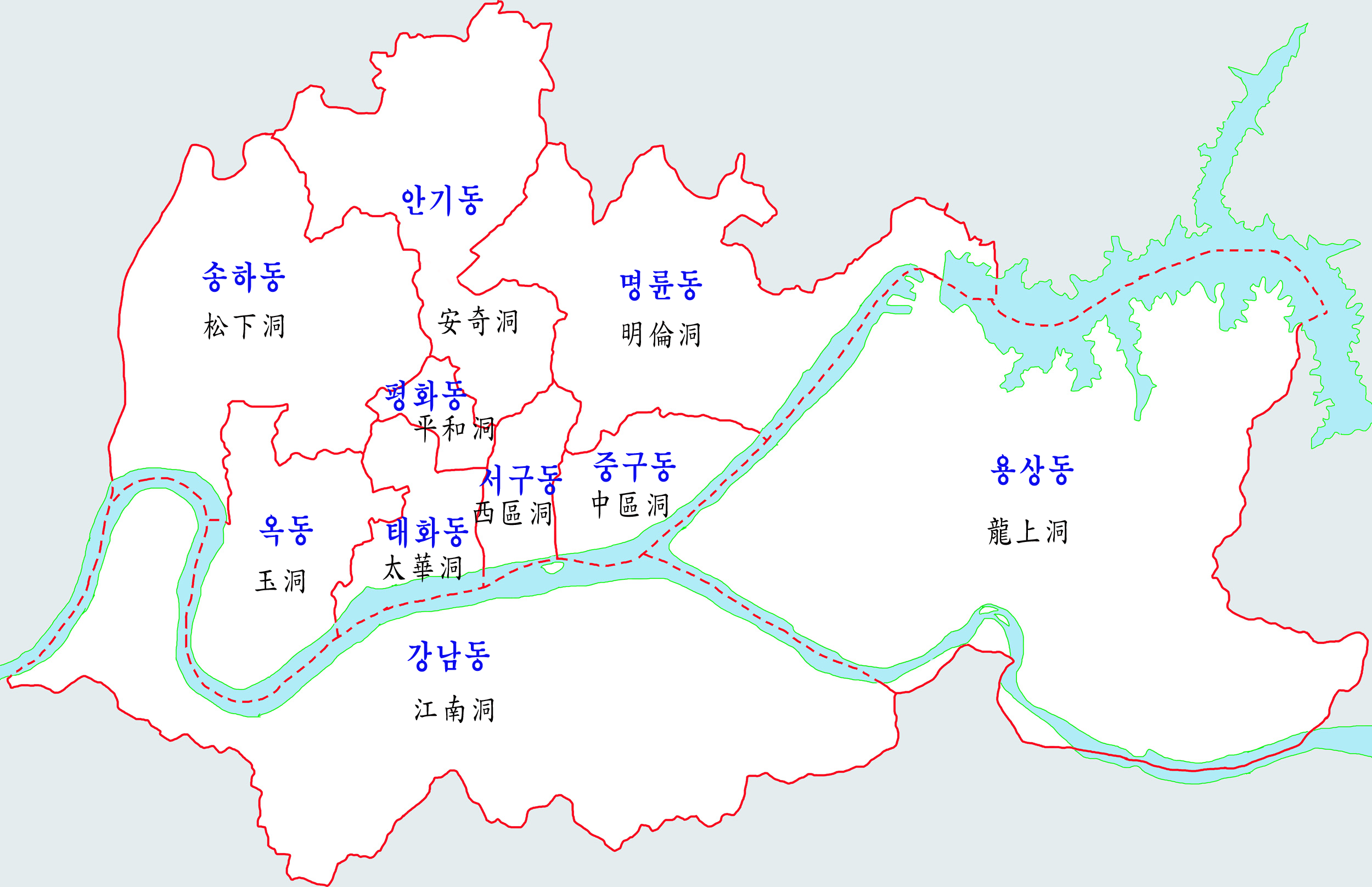
안동시 시내동 구역

| 읍면동 | 한자   | 면적     | 세대   | 인구    |
| ------ | ------ | -------- | ------ | ------- |
| 풍산읍 | 豊山邑 | 96.64    | 3,514  | 7,334   |
| 와룡면 | 臥龍面 | 116.99   | 2,119  | 4,558   |
| 북후면 | 北後面 | 76.86    | 1,577  | 3,581   |
| 서후면 | 西後面 | 65.35    | 1,862  | 3,930   |
| 풍천면 | 豊川面 | 93.89    | 2,088  | 4,259   |
| 일직면 | 一直面 | 85.55    | 1,612  | 3,305   |
| 남후면 | 南後面 | 63.15    | 1,053  | 2,076   |
| 남선면 | 南先面 | 59.20    | 1,149  | 2,485   |
| 임하면 | 臨河面 | 91.70    | 1,487  | 3,433   |
| 길안면 | 吉安面 | 200.05   | 1,618  | 3,166   |
| 임동면 | 臨東面 | 151.07   | 1,090  | 2,086   |
| 예안면 | 禮安面 | 163.92   | 1,066  | 2,085   |
| 도산면 | 陶山面 | 101.91   | 1,000  | 1,946   |
| 녹전면 | 祿轉面 | 70.84    | 974    | 2,012   |
| 중구동 | 中區洞 | 3.88     | 2,785  | 5,459   |
| 명륜동 | 明倫洞 | 8.01     | 2,432  | 6,053   |
| 용상동 | 龍上洞 | 26.10    | 9,300  | 23,449  |
| 서구동 | 西區洞 | 1.56     | 3,828  | 8,099   |
| 태화동 | 太華洞 | 2.31     | 6,272  | 14,442  |
| 평화동 | 平和洞 | 0.85     | 3,114  | 7,808   |
| 안기동 | 安奇洞 | 7.29     | 2,928  | 7,720   |
| 옥동   | 玉洞   | 4.43     | 8,374  | 22,336  |
| 송하동 | 松下洞 | 9.65     | 5,739  | 15,464  |
| 강남동 | 江南洞 | 20.03    | 3,614  | 10,504  |
| 안동시 | 安東市 | 1,521.23 | 70,595 | 167,590 |

### 안동권
2014년 국토교통부에서 확정한 20개 중추도시생활권에서 안동시, 예천군, 의성군, 청송군, 영양군을 안동권으로 규정하고 있다.

## 인구
- 안동시(에 해당하는 지역)의 연도별 인구 추이[15]

| 연도   | 총인구    |  |
| ------ | --------- |  |
| 1975년 | 267,442명 |  |
| 1980년 | 237,558명 |  |
| 1985년 | 221,481명 |  |
| 1990년 | 197,228명 |  |
| 1995년 | 188,443명 |  |
| 2000년 | 182,098명 |  |
| 2005년 | 169,788명 |  |
| 2010년 | 166,197명 |  |
| 2015년 | 169,221명 |  |
| 2020년 | 158,907명 |  |

2021년 12월기준 인구는 77,666세대 내국인 156,972명, 면적은 1,519.18km2이다.

## 정치

### 국회의원
- 제15 ~ 17대 국회의원은 전직 제26대 대한민국 국회 사무총장인 권오을이다.
- 2018년 국회의원은 2016년 치러진 대한민국 제20대 국회의원 선거에서 당선된 18~20대 김광림(3선) 의원이다.
- 2020년 기준으로 국회의원은 2020년 치러진 대한민국 제20대 국회의원 선거에서 당선된 제21대 김형동(초선) 의원이다.

### 대통령 선거
안동시·군의 대통령 선거 투표 성향은 여타의 경상북도 지역과 비슷한 경우가 많았지만 전국 득표율과는 전혀 다른 양상을 보이는 경우도 자주 있었다. 특히 1956년 제3대 대통령 선거의 경우 이승만이 42,879표를 얻었고 조봉암 24,086표로 전국 평균보다 조봉암 후보의 득표율이 훨씬 높았다.
1963년 제5대 대통령 선거에서는 박정희가 41,867표를 얻었고 윤보선이 31,533표를 얻었다. 다만 안동시 지역이 안동군 지역보다 윤보선에 투표한 비율이 훨씬 높았다. 이런 성향은 1967년 제6대 대통령 선거에서도 비슷한 양상을 보였다. 1971년 제7대 대통령 선거에서는 박정희가 68,673표를 얻고 김대중이 23,860표를 얻었다.
이후 직선제 개헌으로 1987년 16년 만에 직선으로 치러진 제13대 대통령 선거에서는 노태우가 72,514표를 얻었고 김영삼이 39,131표를 얻었으며 김대중이 2,300표를 얻었다. 1992년 제14대 대통령 선거에서는 김영삼이 67,085표를 얻었고 김대중이 11,656표를 얻었으며 정주영이 15,269를 얻어 전국 개표 결과와는 달리 3위를 차지했다.
1997년 제15대 대통령 선거에서는 김대중 14,747표를 얻었고 이회창이 61,758표를 얻었으며 이인제가 24,343표를 얻었다. 2002년 제16대 대통령 선거에서는 이회창 69,462표를 얻었고 노무현 20,869표를 얻었으며 권영길이 4,350표를 얻었다. 2007년 제17대 대통령 선거에서는 이명박이 59,978표를 얻었고 정동영이 6,599표를 얻었으며 문국현이 3,256표를 얻었다.
가장 최근에 치러진 2012년 제17대 대통령 선거에서는 새누리당 박근혜가 84,799표를 얻었으며 민주통합당 문재인은 21,028표를 획득하였다.

## 행정

### 안동시청
안동시 퇴계로 115(명륜동 344번지)에 자리잡은 안동시청은, 1963년 시 승격과 함께 설치되었다. 1979년 국립안동대학교가 송천동으로 이전되고 그 자리에 시청 신청사를 건립했다. 원래 군청 청사에 걸려있다가 지금은 시청 현관에 걸려있는 '안동웅부(安東雄府)'라는 현판은 고려 공민왕이 홍건적의 난 때 안동으로 피난했다가 수도 개경으로 돌아가기 전에 직접 적어 하사한 것으로 전해진다. 1995년 시군 통합이 되면서 안동군청 조직을 흡수하였으며 군청 청사는 별관으로 사용하다 철거하였다. 안동군청은 지금의 웅부공원 자리에 있었다.

### 안동시장
현 시장은 7회 지방선거로 당선된 제30대 권영세 시장이다.

### 안동시의회
시의원 선거구는 총 8개 선거구로 되어 있으며 한 선거구당 2명의 의원을 선출하는 중선거구제로 되어있다. 현재의 안동시의회는 제6대 시의회이다. 1991년 초대 안동시 · 안동군의회가 개원하였으며 1995년 통합 시의회가 출범하였고 제2대 의회가 개원하였다.

| 선거구   | 지역                                          |
| -------- | --------------------------------------------- |
| 가선거구 | 북후면, 서후면, 송하동                        |
| 나선거구 | 옥동                                          |
| 다선거구 | 풍산읍, 풍천면, 일직면, 남후면                |
| 라선거구 | 와룡면, 길안면,예안면, 임동면, 도산면, 녹전면 |
| 마선거구 | 남선면, 임하면, 강남동                        |
| 바선거구 | 용상동                                        |
| 사선거구 | 태화동, 평화동, 안기동                        |
| 아선거구 | 중구동, 명륜동, 서구동                        |

## 교통

### 도로
- 고속도로
  - 서산영덕고속도로 : (의성군 서의성 나들목) - 안동 분기점 - (의성군 북의성 나들목) - 동안동 나들목 - (청송군 청송 나들목)
  - 중앙고속도로 : (예천군 예천 나들목) - 서안동 나들목 - 남안동 나들목 - 안동 분기점 - (의성군 의성 나들목)
- 국도
  - 국도 제5호선 : (영주시 평은면) - 북후면 - 서후면 - 안동시 - 남후면 - 일직면 - (의성군 단촌면)
  - 국도 제34호선 : (예천군 호명면) - 풍산읍 - 서후면 - 안동시 - 임하면 - 임동면 - (청송군 진보면)
  - 국도 제35호선 : (봉화군 명호면) - 도산면 - 와룡면 - 안동시 - 남선면 - 임하면 - 길안면 - (청송군 현서면)
- 국가지원지방도
  - 국가지원지방도 제79호선 : (의성군 단촌면) - 안동시 일직면 (종점)

그 외 서산영덕고속도로의 낙동 분기점 ~ 영덕 나들목 구간이 2016년 12월에 개통하며 안동 분기점과 동안동 나들목이 설치되었다.

### 고속버스 · 시외버스
대부분의 노선은 직통 노선이지만 이 가운데 수도권 방면 노선은 일부 영주나 구미를 경유하기도 한다. 안동은 경상북도 북부 지역의 도로 교통 중심지라는 이점을 살려 호남을 제외한 전국 각지로 노선이 갖추어져 있다. 비슷한 인구 규모의 타 지방 도시들보다 행선지가 많은 편이다. 2011년 1월 24일 도심지인 운흥동에서 송현동으로 터미널이 이전되었다.

### 시내버스
'
시내버스는 안동버스, 경안여객, 동춘여객의 3개 회사가 공동 배차한다. 현재의 노선이 중복 구간이 많고 소수 노선에 배차가 집중되어 있기 때문에 비효율적이라는 지적이 계속해서 되었고 그에 따라 안동시청에서는 2010년 연말 시외버스터미널이 이전되는 시기에 맞춰 노선을 지간선제로 개편하고 수요가 적은 노선에는 중형 버스를 운행할 계획을 가지고 있다.

### 철도
중앙선 안동역이 있다. 2014년의 안동역 이용객 숫자는 65만여 명으로, 하루 평균 1천 9백여명이 이용했다. 이는 고속버스에 비해 불리한 소요시간과 적은 편수에 의한 영향이 크다. 안동역에는 무궁화호가 정차(청량리 부전 왕복)하거나 착발(청량리 안동 왕복)중이며, 안동역 새마을호 착발은 폐지되고 없다. 한국고속철도(일명 KTX)를 이용하려면 안동역에서 KTX-이음 열차를 이용하면 된다.

### 항공
안동시에는 공항이 입지하고 있지 않으며 1960년대에는 안동시내에 안동비행장이 있어서 민간 운항을 했으나 민간 운행이 중단되었고 현재는 활주로마저 폐쇄되었다. 그리고 1989년부터 2004년까지는 인근의 예천공항을 통해 김포나 제주와 연결되었으나 현재는 공항이 폐쇄되어 예천공항은 군용기지로 쓰이는 상태이다. 국내선 및 중국 · 동남아시아행 항공편을 이용하려면 가장 가까운 대구국제공항을 이용해야하고 장거리 국제선을 이용하려면 인천국제공항으로 가야 한다.

## 경제

### 개요
낙동강과 반변천이 합류하는 안동 분지에 자리잡은 안동은 오래전부터 경상북도 북부 지역의 상업 중심지 역할을 수행했다. 현재도 공업보다는 농업과 서비스업의 비중이 높은 도시이다.

### 농업
안동의 총 경지면적은 21,033ha로, 이 가운데 논은 8,360ha, 밭은 12,673ha를 차지한다. 생산물 가운데 쌀이 대부분을 차지하고 그 다음에 감자와 고구마 · 콩 · 보리 등의 순으로 생산된다. 쌀은 낙동강과 반변천 주변의 평지에서 많이 생산되고 그 외 지역에는 참깨 · 고추 · 담배 · 마와 같은 밭작물을 많이 기른다. 그 외에 과실류 가운데에는 사과의 비중이 매우 높다. 임산물로는 밤 · 버섯 · 도토리 · 산약 등이 생산된다. 축산은 한우의 사육이 성하며 특히 풍산면과 서후면에서 이루어진다. 수산업은 댐 건설로 생긴 안동호와 임하호에서 소규모의 내수면 어업이 이루어진다.

### 특산품
안동의 특산품으로는 안동포, 산약, 사과, 안동소주, 간고등어, 한우, 고추 등이 있다. 특히 마는 전국의 70%를 생산하며, 마를 잘게 찢어 찐 다음 베틀에서 실을 짜 만든 삼베는 발이 고와 예로부터 임금에게 올렸던 진상품이었다. 안동포는 여름옷과 수의용으로 비싸게 팔린다. 사과는 전국 제1의 생산량을 자랑하며 일본 및 대만으로 수출된다. 안동소주도 안동포만큼 유명한데, 이 술은 맛이 은은해 찾는 사람들이 많다. 안동간고등어 역시 독특한 맛으로 지역 특산물로 자리잡았다. 산약은 북후면 일대에서 생산되며, 건강보조식품으로 인기가 높다. 한우는 풍산읍 일대에서 생산되며, 풍산읍내에 있는 풍산시장 골목에 한우식당가가 생성되어 있다. 간고등어는 2000년대 중반 이후부터 인지도가 높아지기 시작했으며, 특유한 맛으로 대도시 대형마트나 백화점에서의 판매량이 급성장하고 있다. 고추도 사과와 마찬가지로 전국 제1의 생산량을 기록한다.

### 공업
안동의 공업은 인구가 적고, 주변에 광물자원이 부족한데다 결정적으로 낙동강 상류에 도시가 자리잡아 상수원 보호구역 보호 조치로 인해 공장 건립이 어려워 발전이 미미하다. 업종은 비금속 · 식료품 · 기계의 순이며, 풍산읍 괴정리 일원의 풍산농공단지에 22개 업체, 남선면 신석리의 남선농공단지에 8개 업체, 남후면 광음리 일원의 남후농공단지에 28개 업체가 입주해 있다. 그 외에 남후면 무릉리에 시멘트 공장, 남선면 이천리에 플라스틱 탄산칼슘공장 등이 있다. 다만 식품가공공업 분야는 다양하게 생산되는 농산품과 임산품의 가공제품 생산을 위해 많은 공장들이 입지하고 있다. 생산분야는 김치, 사과주스, 산약, 고춧가루 등이다. 김치와 산약은 특히 전국적으로 경쟁력이 높다.

### 서비스 분야

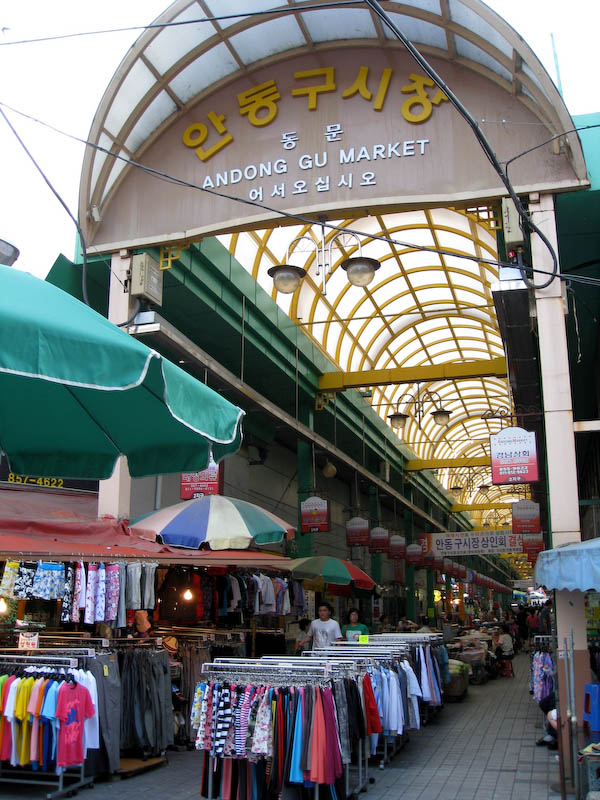
안동구시장

안동시의 산업과 경제 분야에서 가운데 가장 큰 비중을 차지하는 것은 3차 산업(서비스 분야)이다. 경상북도 북부지역의 중심지라는 장점을 살려 이 지역의 물자 집산지 역할을 한다. 안동구시장(중앙시장)과 안동신시장이 시내 중심가에 있으며 장날은 매 2일과 7일이다. 그 외에 풍산, 예안, 용상 등지에도 정기시장이 존재한다. 안동우편집중국을 비롯하여 택배와 물류 회사들의 경상북도 북부지역 터미널도 안동에 상당수 존재한다.
특히 안동시 농산물도매시장은 인구 100만 이상의 대도시에 소재하지 않은 도매시장 가운데 가장 큰 거래량을 자랑하고 있으며, 2009년 8월 들어선 안동 고추유통센터 또한 전국 최대의 유통량을 자랑한다.
시중은행 가운데 안동에 지점 · 출장소를 둔 은행은 신한은행 · 우리은행 · SC제일은행 · 하나은행 · 국민은행 · 기업은행 · 대구은행이 있다. 농협은 농협중앙회 안동시지부와 단위농협 7개(안동, 서안동, 남안동, 동안동, 북안동, 와룡, 안동봉화축협)가 있다. 수협은행지점도 개설되어 있다.
안동시에는 인구에 비하여 많은 병 · 의원이 밀집해 있으며 종합병원 3개소(안동병원, 안동성소병원, 안동의료원)가 있어 경상북도 북부지역의 의료 중심지 역할을 한다. 이를 바탕으로 문화유적 및 관광지와 연계한 의료관광 상품 개발이 이루어지고 있다.

## 문화 · 관광

### 문화재

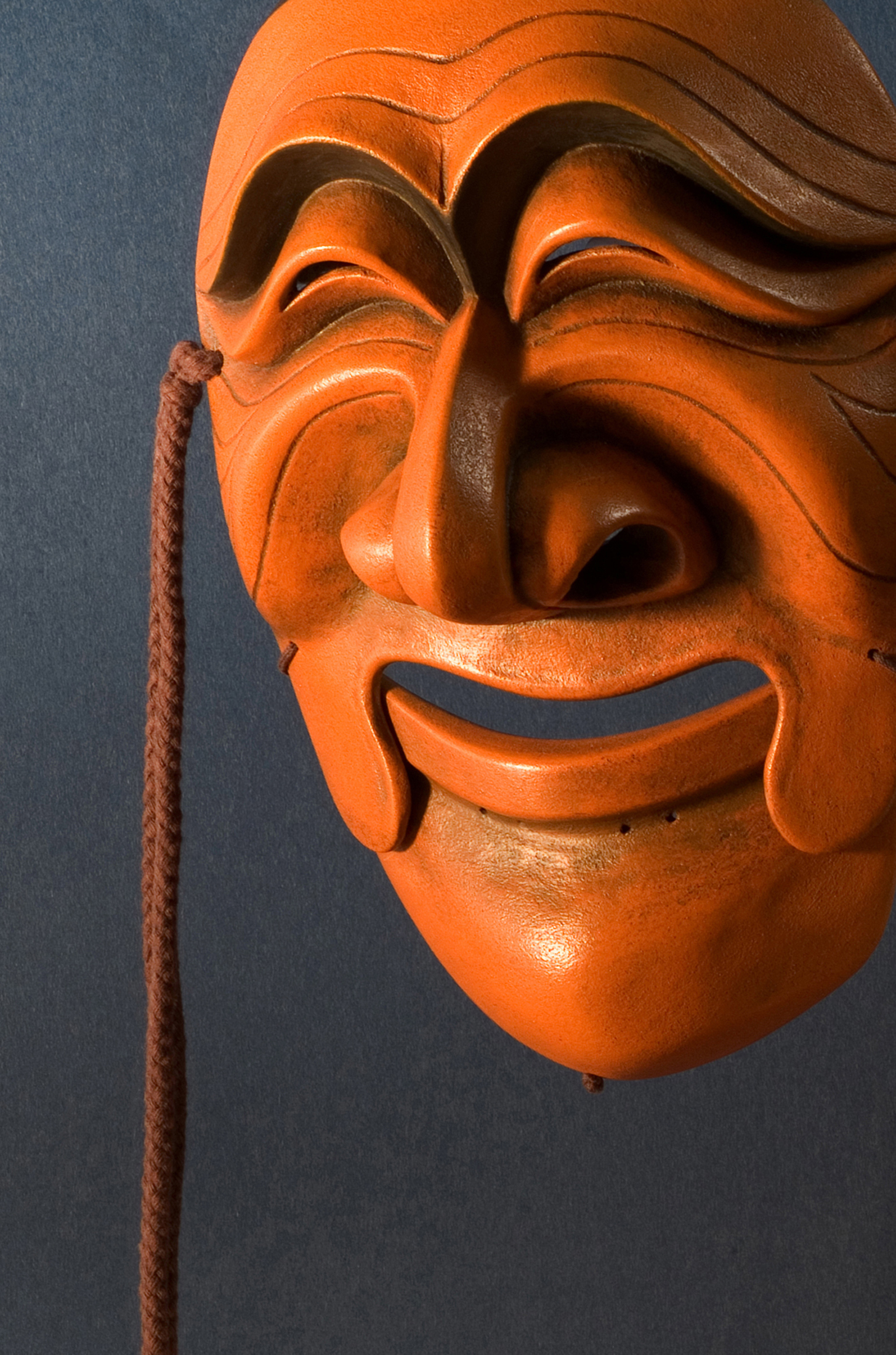
하회탈

선사 시대 유적으로는 풍천면 마애리에서 발굴된 구석기 시대 주거지와 임동면 수곡리에서 발견된 안동 수곡리 암각화가 있다. 두 유적은 낙동강 상류 지역에 일찍부터 사람들이 집단으로 거주하기 시작했다는 증거가 된다.
불교 유적으로는 봉정사가 대표적이다. 672년 신라 문무왕 12년 의상대사의 제자인 능인 스님이 서후면 천등산에 창건한 사찰이며 국내에서 가장 오래된 목조 건물로 유명한 극락전(국보 제15호)과 대웅전(국보 제311호), 화엄강당(보물 제448호), 고금당(보물 제449호) 같은 전각이 유명하며 1428년 그려진 영산회생도(微勒下生圖)가 보물 제1614호로 지정되어 있다.
그 외에도 광흥사, 봉황사, 연미사 등이 있는데 대부분 신라 시대에 창건된 역사가 오랜 절이다. 또 절은 남아있지 않으나 그 흔적인 석탑과 전탑이 많이 남아있는데 법흥사지 칠층전탑(신세동 칠층전탑), 동부동 오층 전탑, 조탑동 오층전탑, 옥동 삼층석탑 등이 대표적이며 그 외에도 풍산읍, 임하면 등지에 수많은 석탑이 남아있다. 안기동에 있는 석불좌상(보물 제58호)과 안동 이천동 석불상(보물 제115호)도 유명하다.
안동은 한국 유교의 본향 답게 각지에 서원이 자리 잡고 번성했으며 영남 남인의 학통을 잇는 역할을 수행했다. 현재까지 남은 서원도 많으며 도산서원(사적 제170호)과 병산서원(사적 260호)이 특히 유명하다. 이 두 서원은 흥선대원군의 서원 철폐령 때도 폐지되지 않고 남았을 정도로 규모나 의미가 남다른 서원이다. 도산서원은 이황을, 병산서원은 유성룡을 배향한다. 이와 같은 서원 학맥으로 배출되고 배향된 사람들로는 김성일, 김상헌, 이현보 등이 있다.
하회마을은 풍산 류씨의 집성촌으로서 한국의 전통 마을의 모습을 잘 간직하고 있으며, 경주의 양동마을과 함께 대한민국에서는 10번째로 유네스코 세계문화유산에 등재되었다.
천연기념물로는 제174호 안동 송사동의 소태나무, 제175호 안동 용계의 은행나무, 제252호 안동 구리의 측백나무 자생지, 제275호 안동 녹전면의 느티나무, 제288호 안동 와룡면의 굴참나무, 제314호 안동 와룡면의 뚝향나무, 제473호 안동 하회마을의 만송정 숲이 있다.
중요무형문화재로는 하회별신굿탈놀이(제69호)와 안동차전놀이(제24호)가 있다.

### 관광 · 축제

#### 시티투어
2009년부터 시작된 안동시티투어는 안동의 2대 관광지인 하회마을과 도산서원을 중점에 두고 만들어진 시내 관광상품이다.
- 하회마을 권역 : 안동터미널 → 월영교 → 안동시립민속박물관 → 하회마을 전통시장 → 해설이 있는 하회마을 투어 → 병산서원 → 하회마을 전망대(부용대) → 안동터미널

- 도산서원 권역 : 안동터미널 → 월영교 앞 주차장 → 안동전통문화콘텐츠박물관 → 전통시장(안동찜닭골목) → 도산서원 → 경상북도 산림박물관 → 안동음식박물관 → 안동터미널

#### 안동의 축제
2014년 기준으로 안동에서 열리는 축제는 총 4개이다.
| 지역   | 축제 명                 | 개최시기 | 주요 내용                                                                                      | 주최/주관                    |
| ------ | ----------------------- | -------- | ---------------------------------------------------------------------------------------------- | ---------------------------- |
| 안동시 | 안동국제탈춤페스티벌    | 9~10월   | 국내 중요문화재 지정 탈춤 13개가 공연 세계 여러나라의 민속탈춤 공연 및 각종 부대행사가 열린다. | 안동시, 경상북도             |
| 안동시 | 안동민속축제            | 9~10월   | 탈춤페스티벌 기간 중 함께 개최되며 안동의 민속관련 공연, 전시                                  | 안동시                       |
| 안동시 | 안동 한우불고기 축제    | 9월      | 풍산읍 풍산장터 일원에서 안동한우 홍보, 시식 및 관련 행사                                      | 안동시, 풍산읍, 안동봉화축협 |
| 안동시 | 안동 학가산 산약 마축제 | 11월     | 안동 산약 및 마 홍보, 시식 및 관련 행사                                                        | 안동시, 북후면, 북안동농협   |

### 전통음식

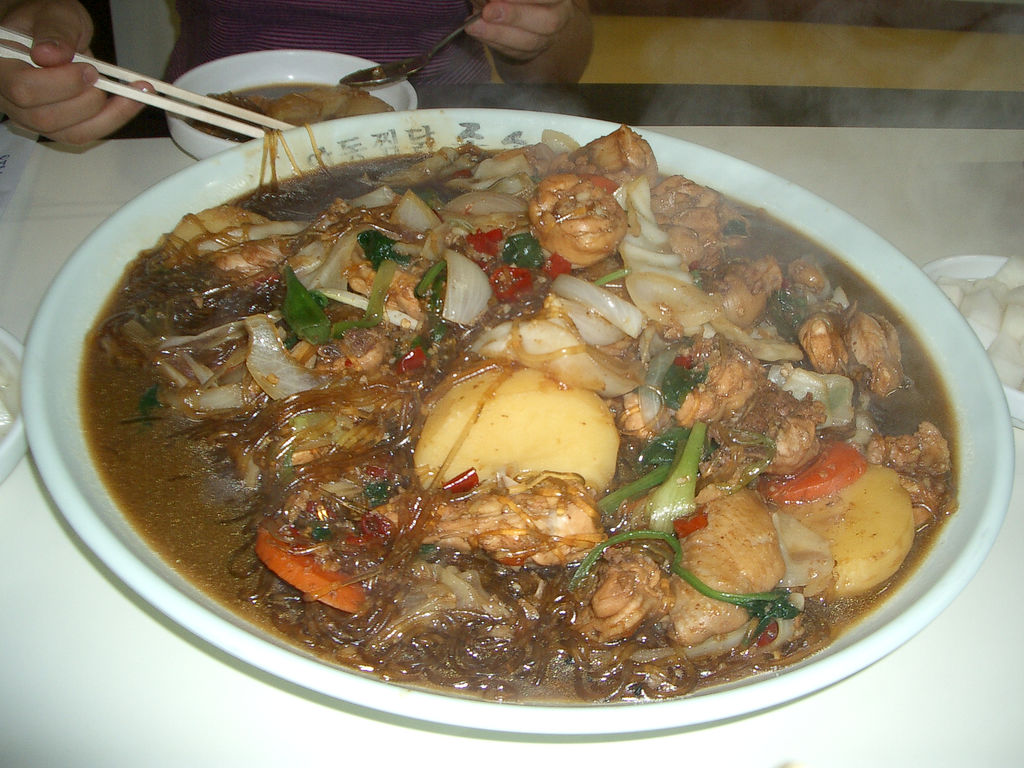
안동찜닭

안동은 다른 지역에 없는 독특한 향토음식이 여럿 있으며 이런 다양한 음식들을 상품화하여 지역경제 활성화와 관광객 유치에 이용하고 있다.
- 안동찜닭

닭에 채소와 당면을 넣고 간장에 조린 향토 음식이다. 조선시대 안동의 부촌인 안(內)동네에서 특별한 날 해먹던 닭찜을 바깥 동네 사람들이 보고 '안동네찜닭'이라 부르기 시작한 데서 유래했다는 설, 1980년대 중반 안동 구시장 닭 골목에서 단골손님들이 닭볶음탕에 이런저런 재료를 넣어 달라고 요청하면서 재료가 더해져 지금의 '안동찜닭'으로 변모했다는 설 등이 있다.
- 안동 간고등어

간고등어는 저렴하고 장기 보존이 가능하여 일상의례 및 대접음식 중 하나로 사용했다. 이행, 윤은보, 신공제, 홍언필, 이사균 등이 조선 중종의 명에 따라 1530년(중종 25)에 『동국여지승람』을 새로 증보하여 만든 조선 전기의 전국 지리지『신증동국여지승람』제24권을 보면 경상도영해도호부에 고등어가 난다는 기록이 있다.
- 안동소주

맑고 깨끗한 물과 기름진 땅에서 수확된 양질의 쌀로 빚은 순곡주인 안동소주는 그윽한 향취에 감칠맛이 특유한 증류식 소주로 "향으로 취하고 맛으로즐기는 고유명주"로 뒤끝이 깨끗하다.
- 안동 헛제사밥
- 안동식혜
- 건진국수

### 문화 시설
시청 안에 위치한 안동시민회관은 시내에서 유일한 예술 공연을 위한 공연장이다. 그러나 무대 규모나 관람객 수 면에서 규모가 작아 공연 유치 및 관람객 수에 한계가 있어 안동시는 2010년 9월 17일 안흥동에 안동문화예술의전당을 개관했다.
공공 도서관으로는 경상북도립안동도서관과 안동시립도서관이 있다. 각각 20여만 권의 장서를 보유하고 있으며, 경상북도립안동도서관은 풍산과 용상에 분관을 두고 있다.
도립도서관 근처에는 안동시여성회관이 있는데, 이곳에서는 여성들을 위한 강연회나 교육을 실시하여 좋은 반응을 얻고 있다. 그 외에 국립안동대학교, 가톨릭상지대학, 안동과학대학에서 체육 시설과 교육원을 설치하여 지역 주민을 위한 교육을 실시하고 있다. 2009년 5월에 국립안동대학교 구내에 기존의 어학원과 연계한 안동 영어마을이 조성되었다.
박물관으로는 성곡동에는 안동시립민속박물관이 있으며 동부동에는 전통문화콘텐츠박물관, 풍천면 하회리에는 하회세계탈박물관이 있다.
임하면 천전리에는 지방자치단체 단위 최초의 독립운동기념관인 안동독립운동기념관이 있다. 이곳은 1907년 경북 북부 최초의 신식 학교인 협동학교가 있던 자리이기도 하다.
안동지역에는 2000년까지는 안동, 진성, 중앙, 대안 등의 소형 극장만이 존재했지만 2000년대 들어와 메가라인 안동이 5개관 규모로 옥동에 개관하여 지역민의 문화적 욕구를 충족시키는 데 도움을 주었다. 메가라인 안동은 현재 프리머스 안동을 거쳐 2014년 4월 16일 메가박스 안동으로 바뀌어 있다. 현재 소규모 극장은 중앙시네마를 제외하고 모두 폐관되었으며 중앙시네마는 예술영화 전용관으로 지정되어 있다.
2009년 9월 29일에는 용상동에 롯데시네마가 개관하였으며, 2014년 기준으로 CGV로 변경되었다.

## 종교
안동은 전통적으로 불교와 유교의 세력이 강한 지역이다. 불교는 대한불교조계종 중심으로 교세가 강하며, 개신교는 대한예수교장로회 경안노회 즉, 장로교를 중심으로 대부분의 개신교 교회들이 소속되어 있다. 안동에는 천주교 안동교구가 설치되어 있으며 천주교 목성동 성당을 천주교 주교좌 성당으로 한다.
| 종교인구 | 불교   | 개신교 | 천주교 | 유교  | 원불교 | 증산도 | 천도교 | 기타 | 종교없음 | 합계    |
| -------- | ------ | ------ | ------ | ----- | ------ | ------ | ------ | ---- | -------- | ------- |
| 85,772   | 56,639 | 18,104 | 8,392  | 1,575 | 215    | 123    | 109    | 615  | 82,906   | 169,436 |

## 언론
안동의 지상파 방송으로 KBS안동방송국과 안동문화방송이 서비스를 제공한다. 대구방송과 기독교대구방송은 안동을 TV 및 라디오 송출권역으로 한다.

## 교육
조선시대부터 이 지역에는 전국적으로 도산서원을 비롯하여 수많은 서원들이 있었으며, 갑오개혁 이후 신식 교육이 널리 퍼졌고, 또한 일제 강점기에 여러 공립 학교가 세워졌다. 가장 처음으로 생긴 근대 교육기관은 1907년에 현재의 안동시 임하면 천전리에 세워진 협동학교였다. 현존하는 학교 가운데 가장 오래된 학교는 안동초등학교로 1909년에 안동보통학교로 개교하였다.
1933년에 이 지역 최초의 중등교육기관인 안동농림학교(현 한국생명과학고등학교)가 개교하였다. 1942년에는 공립 안동고등여학교(현 안동여자고등학교)가 개교하였으며 1946년에 안동초급중학교(현 안동중학교)가 개교하였다.
1960년대 이후 중고등학교가 크게 증가하였으나 농촌 지역의 인구 감소로 1980년대 이후 면 지역의 고등학교는 대부분 문을 닫았다. 읍 지역에도 풍산고등학교 한 곳만이 남아있다.
현재 고등교육기관으로 국립안동대학교와 안동과학대학교, 가톨릭상지대학교(전문대학)가 있다. 본래 임하면 신덕리에 건동대학교가 있었으나 2012년 7월 교육과학기술부에 폐교를 신청하여 폐교 신청이 승인되어 2012년 8월 31일자로 폐교되었다.
| 1,725 | 10,867 | 6,170 | 4,701 | 1,937 | 6,103 | 10,792 | 1,153 | 453 | 43,901 |

- 대학교 · 전문대학
  - 국립경국대학교 - 송천동
  - 가톨릭상지대학교 - 율세동
  - 안동과학대학교 - 서후면 교리

- 특수학교
  - 안동진명학교 - 평화동
  - 안동영명학교 - 북후면 오산리

- 고등학교

| \| \| - 안동고등학교 - 안동여자고등학교 - 한국생명과학고등학교 - 경안고등학교 - 경일고등학교 - 영문고등학교 - 안동중앙고등학교 - 길원여자고등학교 - 성창여자고등학교 - 성희여자고등학교 \| - 경북하이텍고등학교 - 경안여자고등학교 - 풍산고등학교 \| | |                                                        |
| | - 안동고등학교 - 안동여자고등학교 - 한국생명과학고등학교 - 경안고등학교 - 경일고등학교 - 영문고등학교 - 안동중앙고등학교 - 길원여자고등학교 - 성창여자고등학교 - 성희여자고등학교 | - 경북하이텍고등학교 - 경안여자고등학교 - 풍산고등학교 |

- 중학교

| \| \| - 경덕중학교 - 경안여자중학교 - 경안중학교 - 길안중학교 - 길주중학교 - 복주여자중학교 \| - 북후중학교 - 안동중학교 - 안동여자중학교 - 웅부중학교 - 일직중학교 - 풍산중학교 - 풍천중학교 \| |                                                                                       |                                                                                                |
| | - 경덕중학교 - 경안여자중학교 - 경안중학교 - 길안중학교 - 길주중학교 - 복주여자중학교 | - 북후중학교 - 안동중학교 - 안동여자중학교 - 웅부중학교 - 일직중학교 - 풍산중학교 - 풍천중학교 |

- 초등학교

| \| \| - 안동초등학교 - 안동서부초등학교 - 안동동부초등학교 - 안동송현초등학교 - 복주초등학교 - 안동용상초등학교 - 길주초등학교 - 안동강남초등학교 - 영가초등학교 - 안동영호초등학교 \| - 영남초등학교 - 송천초등학교 - 풍산초등학교 - 풍북초등학교 - 서선초등학교 - 와룡초등학교 - 북후초등학교 - 서후초등학교, 서후초등학교 대흥분교 - 풍천초등학교 - 풍서초등학교 \| - 신성초등학교 - 일직초등학교 - 남후초등학교 - 남선초등학교 - 임하초등학교 - 길안초등학교, 길안초등학교 길송분교 - 임동초등학교 - 월곡초등학교, 월곡초등학교 삼계분교 - 온혜초등학교 - 녹전초등학교 \| - 대구교육대학교 안동부설초등학교 \| | | | |                                   |
| | - 안동초등학교 - 안동서부초등학교 - 안동동부초등학교 - 안동송현초등학교 - 복주초등학교 - 안동용상초등학교 - 길주초등학교 - 안동강남초등학교 - 영가초등학교 - 안동영호초등학교 | - 영남초등학교 - 송천초등학교 - 풍산초등학교 - 풍북초등학교 - 서선초등학교 - 와룡초등학교 - 북후초등학교 - 서후초등학교, 서후초등학교 대흥분교 - 풍천초등학교 - 풍서초등학교 | - 신성초등학교 - 일직초등학교 - 남후초등학교 - 남선초등학교 - 임하초등학교 - 길안초등학교, 길안초등학교 길송분교 - 임동초등학교 - 월곡초등학교, 월곡초등학교 삼계분교 - 온혜초등학교 - 녹전초등학교 | - 대구교육대학교 안동부설초등학교 |

## 자매 · 우호도시

### 자매도시
| 도시       | 소속                    |
| ---------- | ----------------------- |
| 공주시     | 대한민국 충청남도       |
| 이천시     | 대한민국 경기도         |
| 강릉시     | 대한민국 강원특별자치도 |
| 진주시     | 대한민국 경상남도       |
| 송파구     | 대한민국 서울특별시     |
| 취푸 시    | 중화인민공화국 산둥성   |
| 홀론       | 이스라엘 텔아비브 구    |
| 아나폴리스 | 미국 메릴랜드주         |
| 사가에시   | 일본 야마가타현         |

### 우호도시
| 도시       | 소속                            |
| ---------- | ------------------------------- |
| 전주시     | 대한민국 전북특별자치도         |
| 함흥시     | 조선민주주의인민공화국 함경남도 |
| 시더래피즈 | 미국 아이오와주                 |

## 공공 기관
- 안동시청
- 경북지방경찰청
- 한국전력공사 경북지사
- 한국전기안전공사 경북북부지사
- 대구지방고용노동청 안동고용지청
- 대구지방기상청 안동기상대
- 남부지방산림청
- 대구지방국세청 안동세무서
- 동북지방통계청 안동출장소
- 경상북도청
- 경상북도교육청

농림축산식품부 소속기관
- 국립종자원 경북지원

대법원 소속기관
- 대구지방법원 안동지원

법무부 소속기관
- 대구지방검찰청 안동지청
- 대구지방교정청 안동교도소
- 법무부 안동보호관찰소

경찰서
- 안동경찰서

소방서
- 안동소방서

우체국
- 안동우체국
- 안동우편집중국

의료기관
- 안동병원
- 용상안동병원
- 안동성소병원
- 경북요양병원
- 경상북도 안동의료원
- 경북도립노인병원
- 유리한방병원
- 안동시보건소
  - 시내 14개 보건지소, 25개 보건진료소

방송
- 안동문화방송
- KBS안동방송국
- TBC 경북본부
- LG헬로비전 영남방송

## 사진

안동터미널
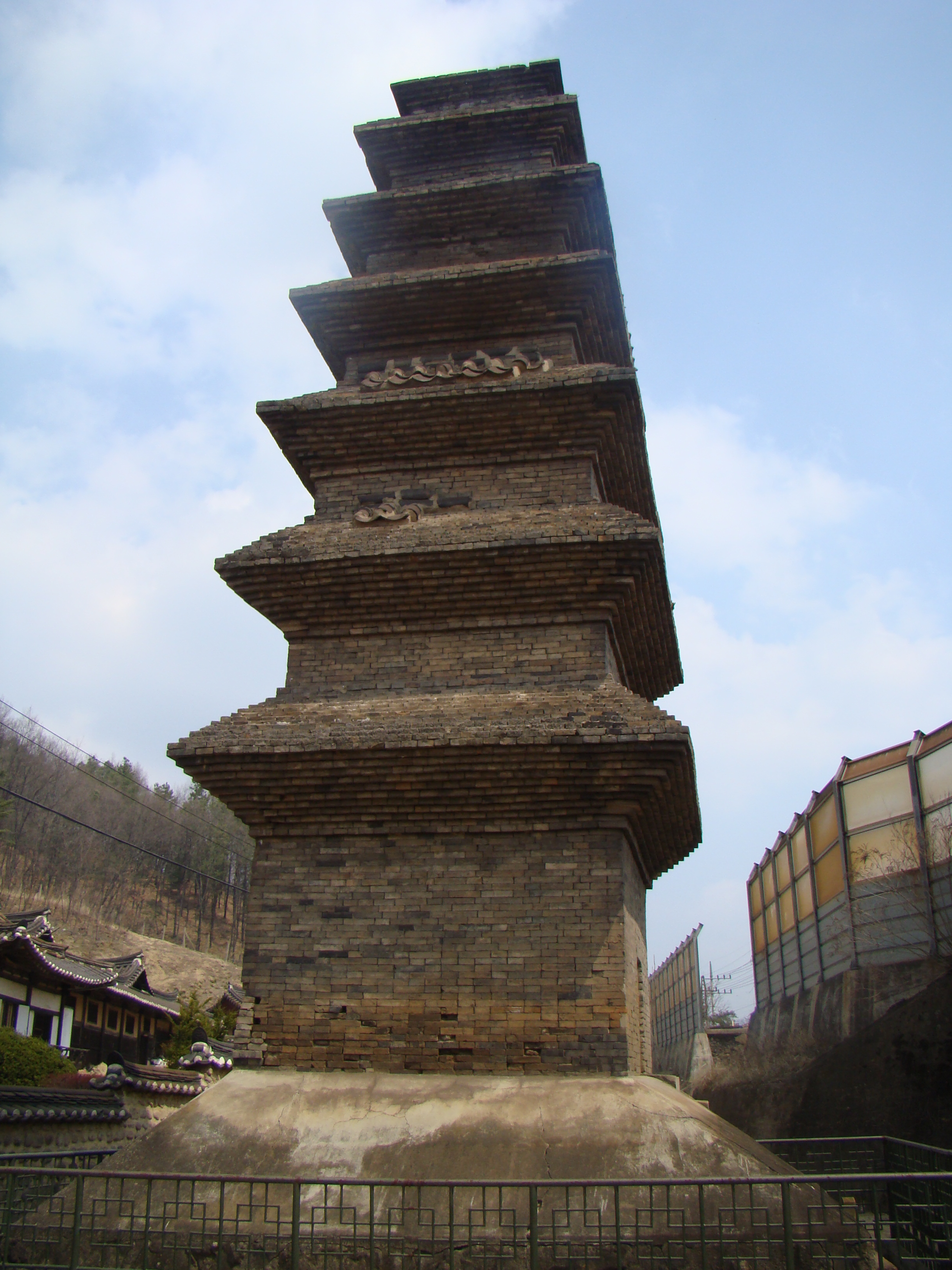
안동 신세동 칠층전탑
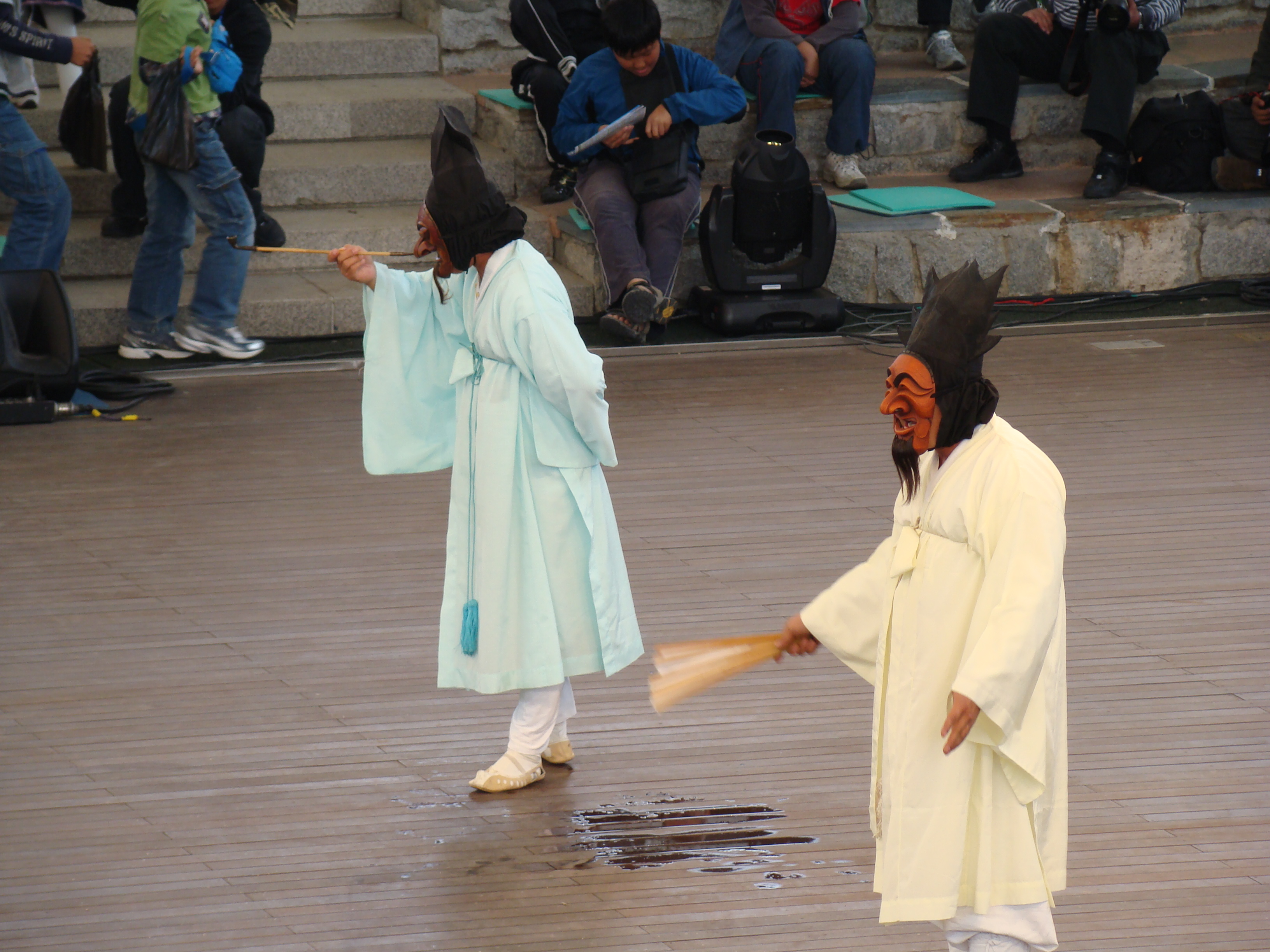
하회별신굿탈놀이
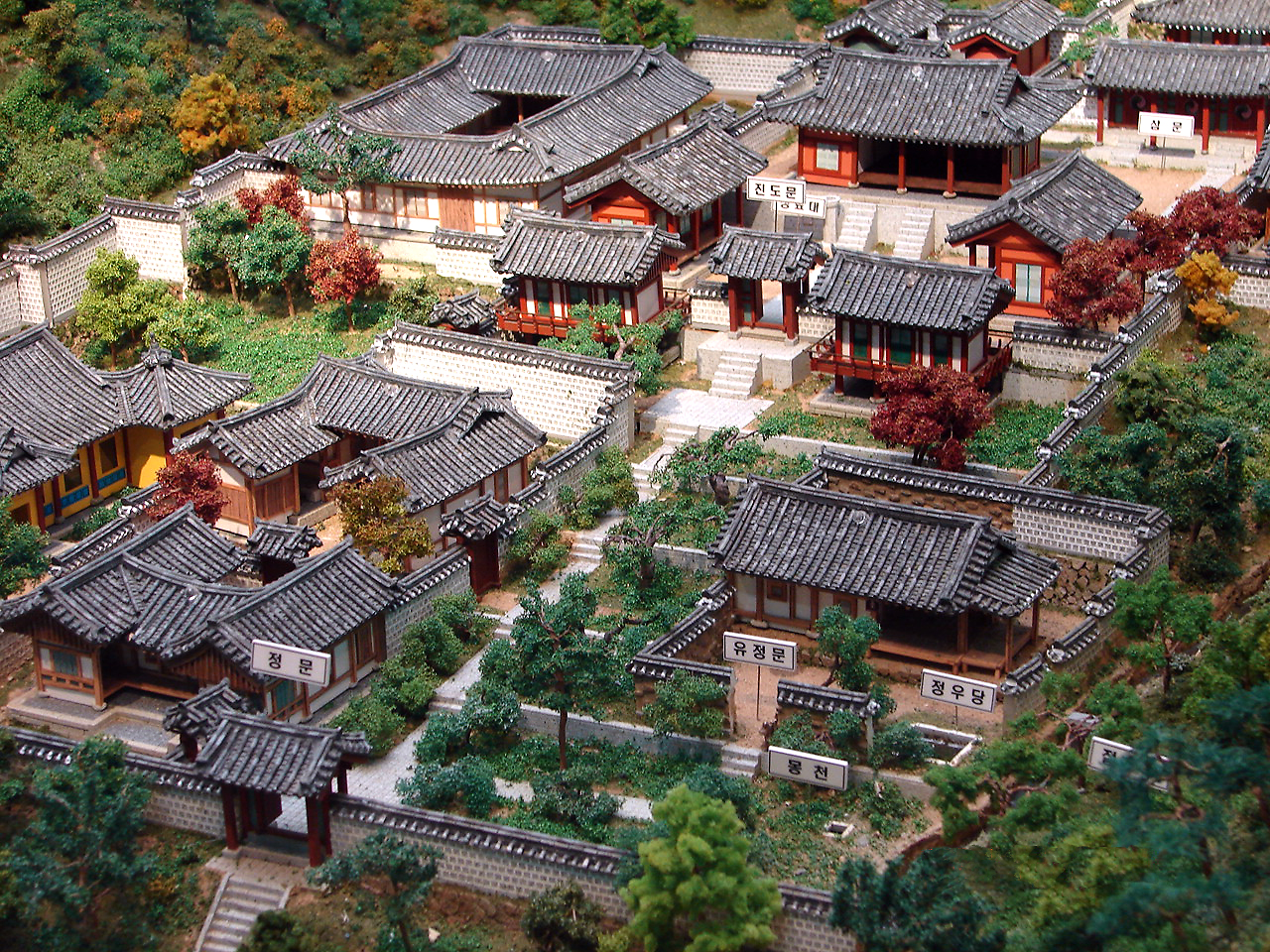
도산서원
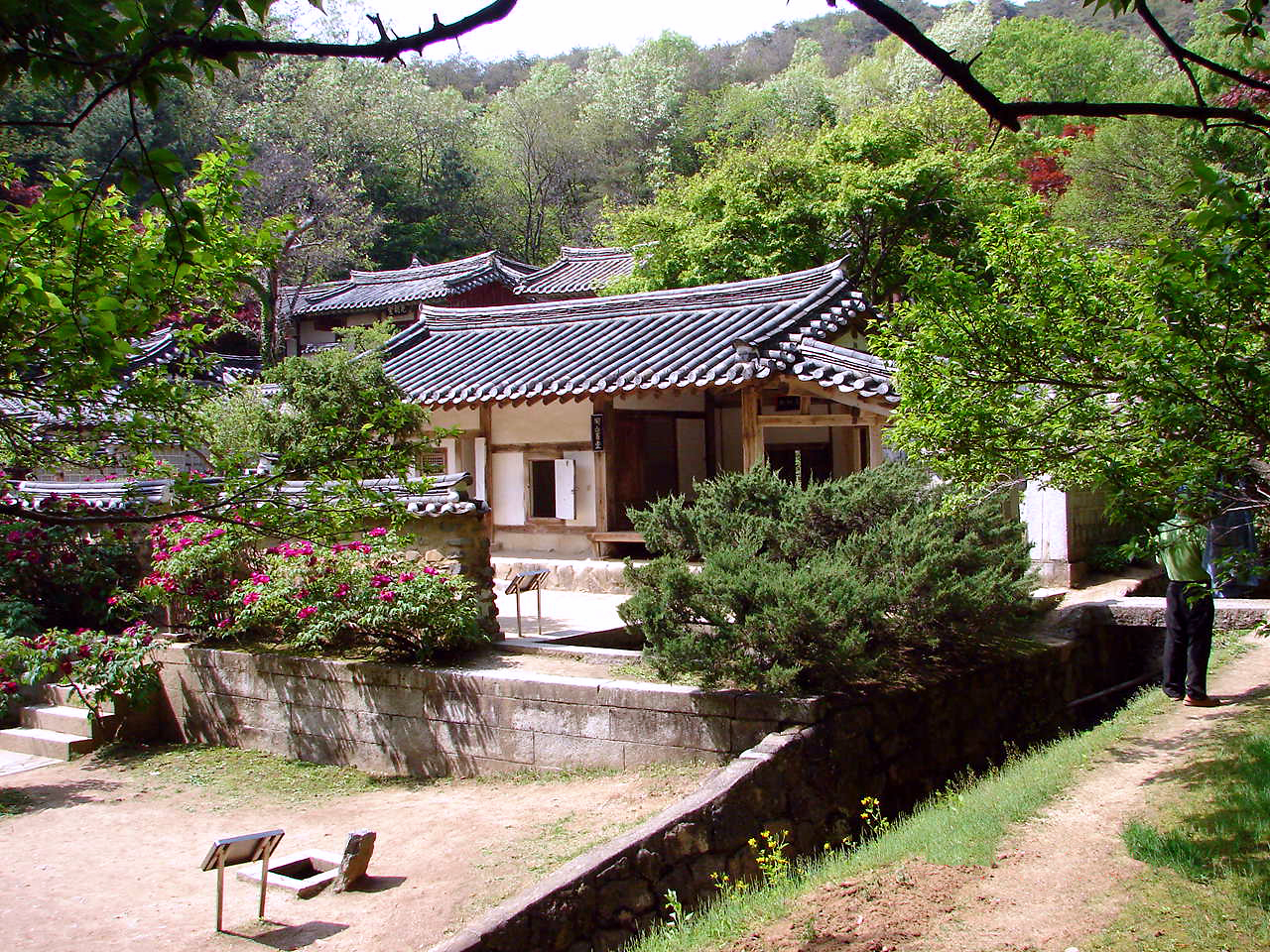
도산서원
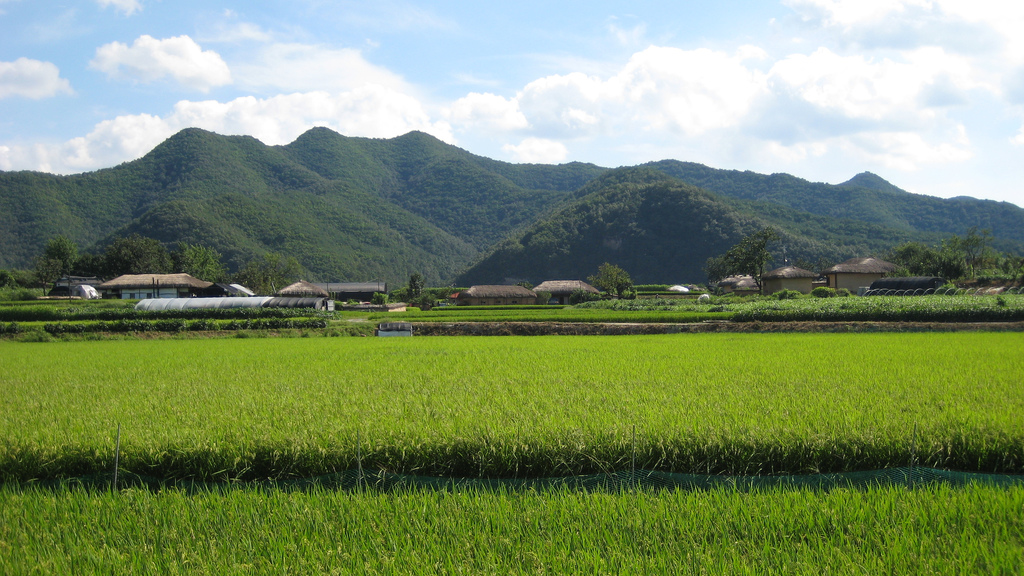
하회마을
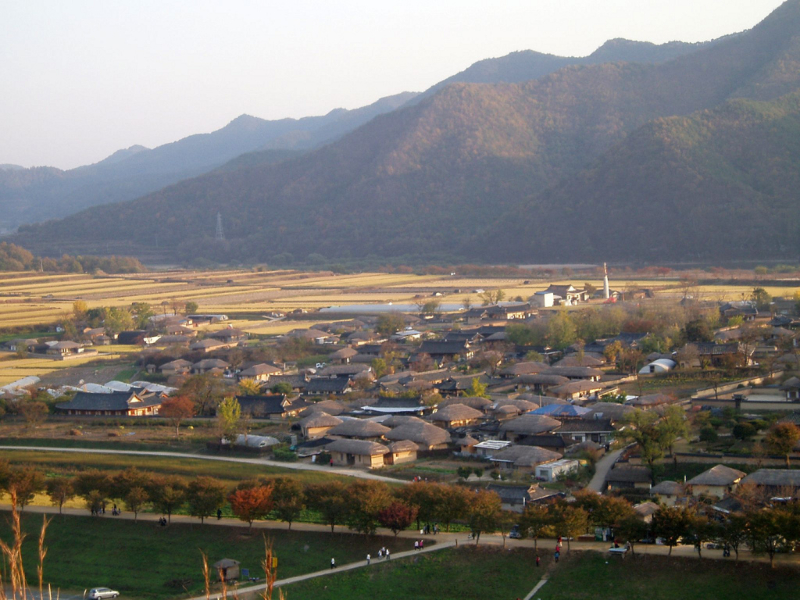
하회마을
안동 태사묘
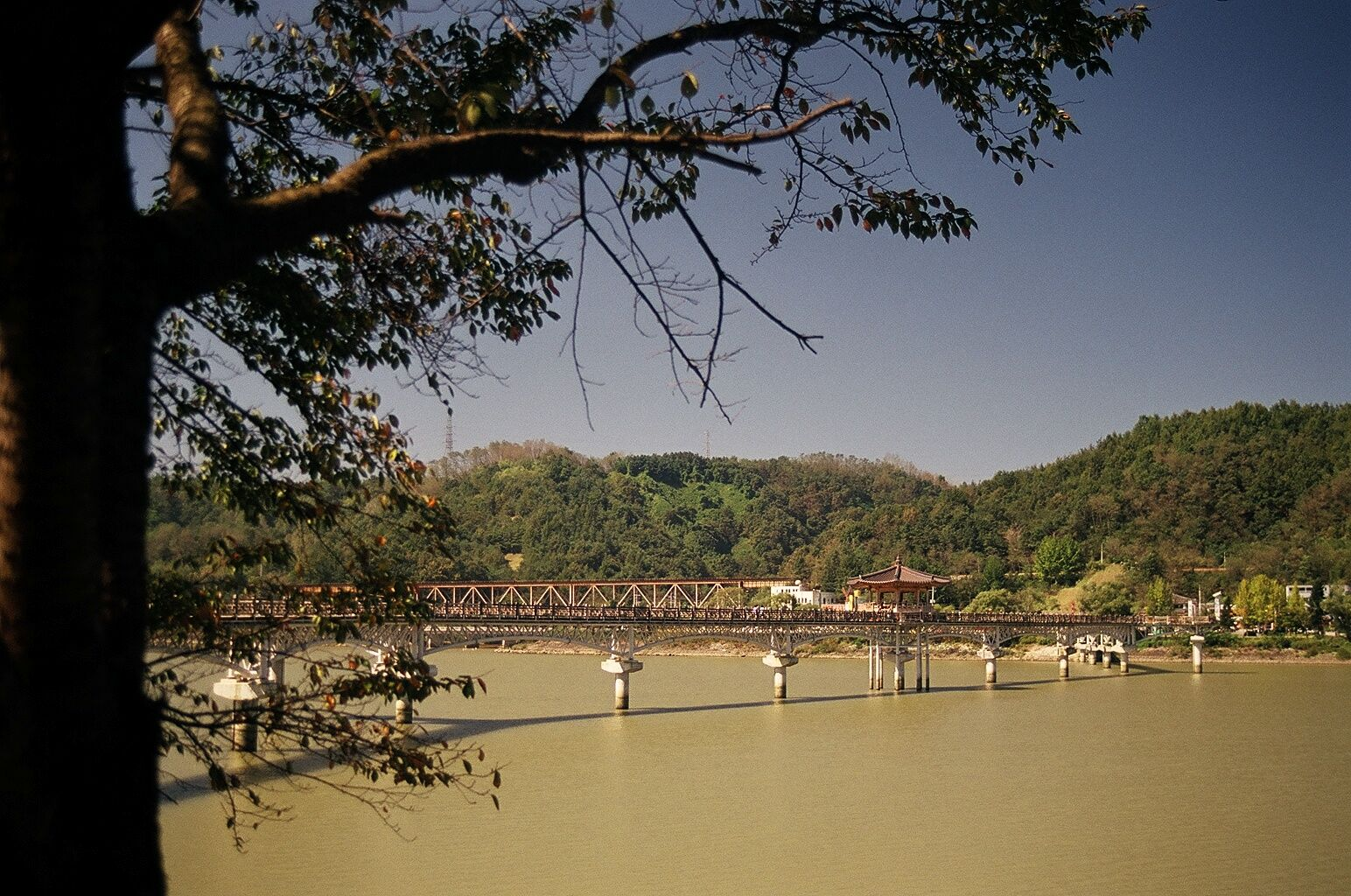
월영교
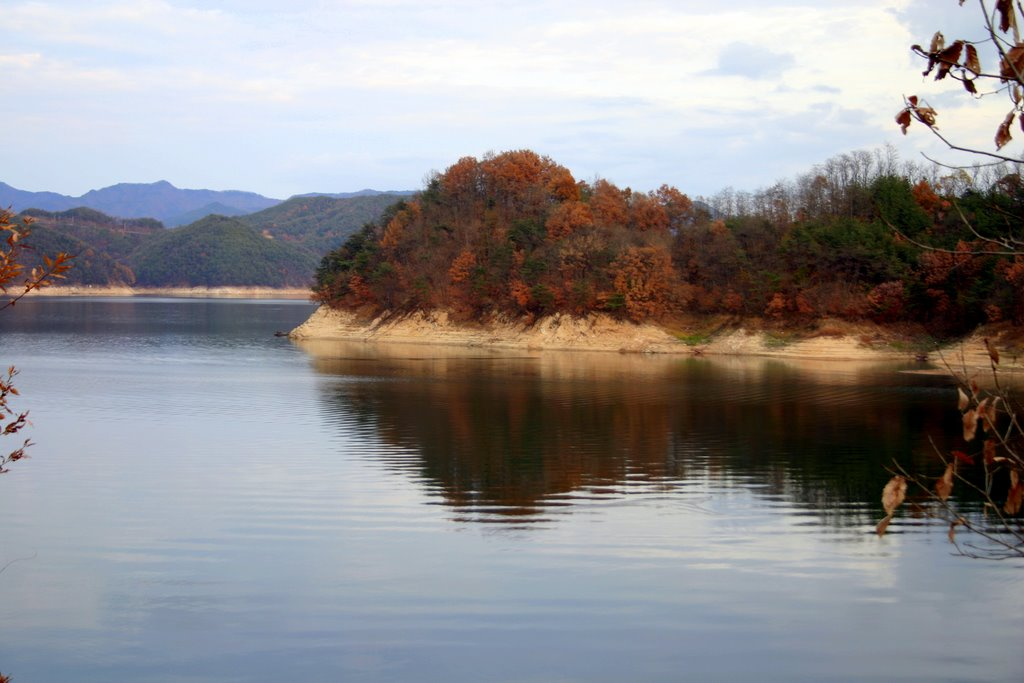
안동호
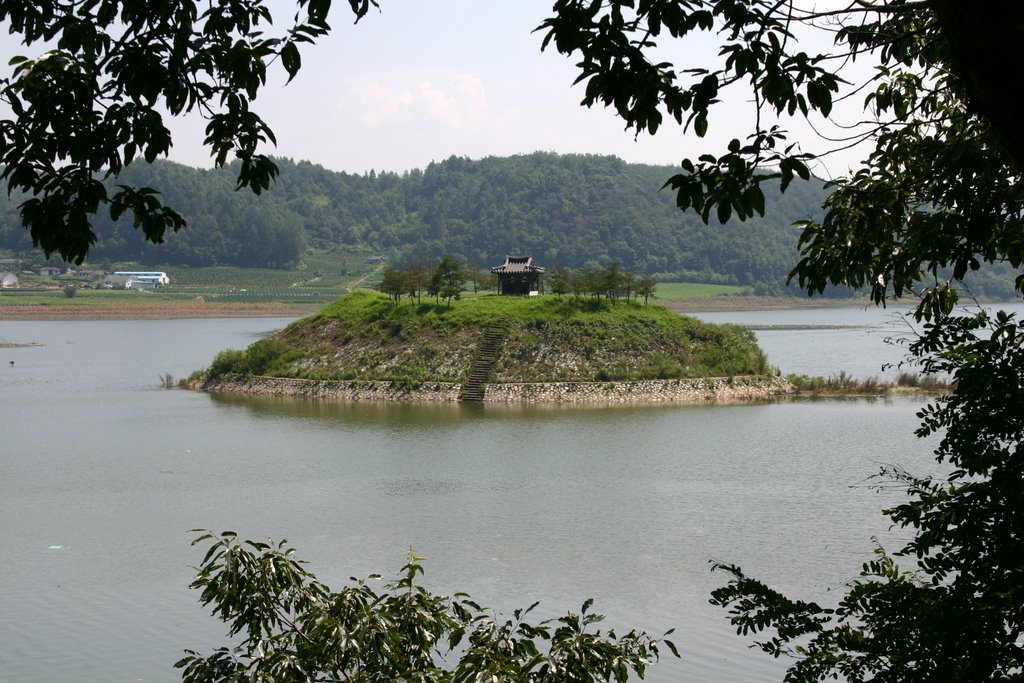
도산면 시사단
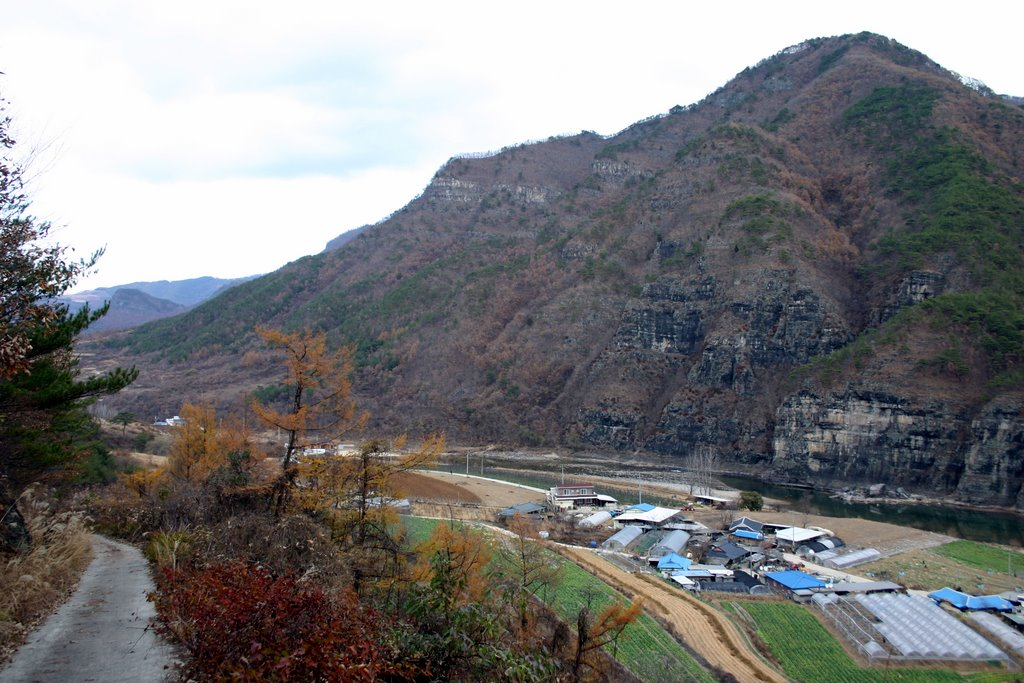
도산면 가송마을과 가송동층 절벽
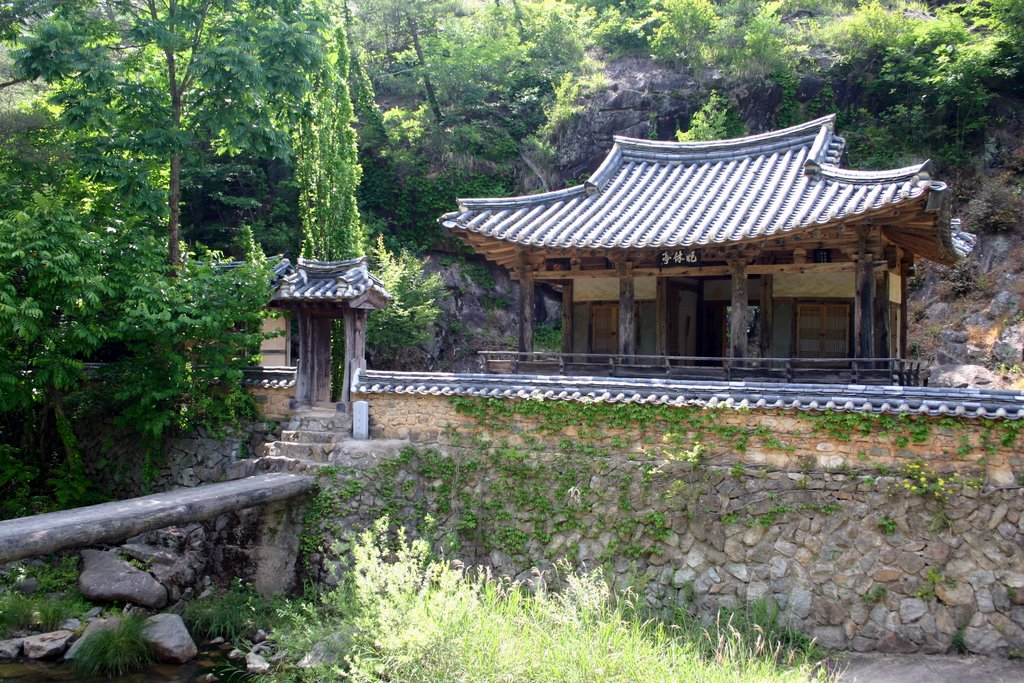
길안면 만휴정
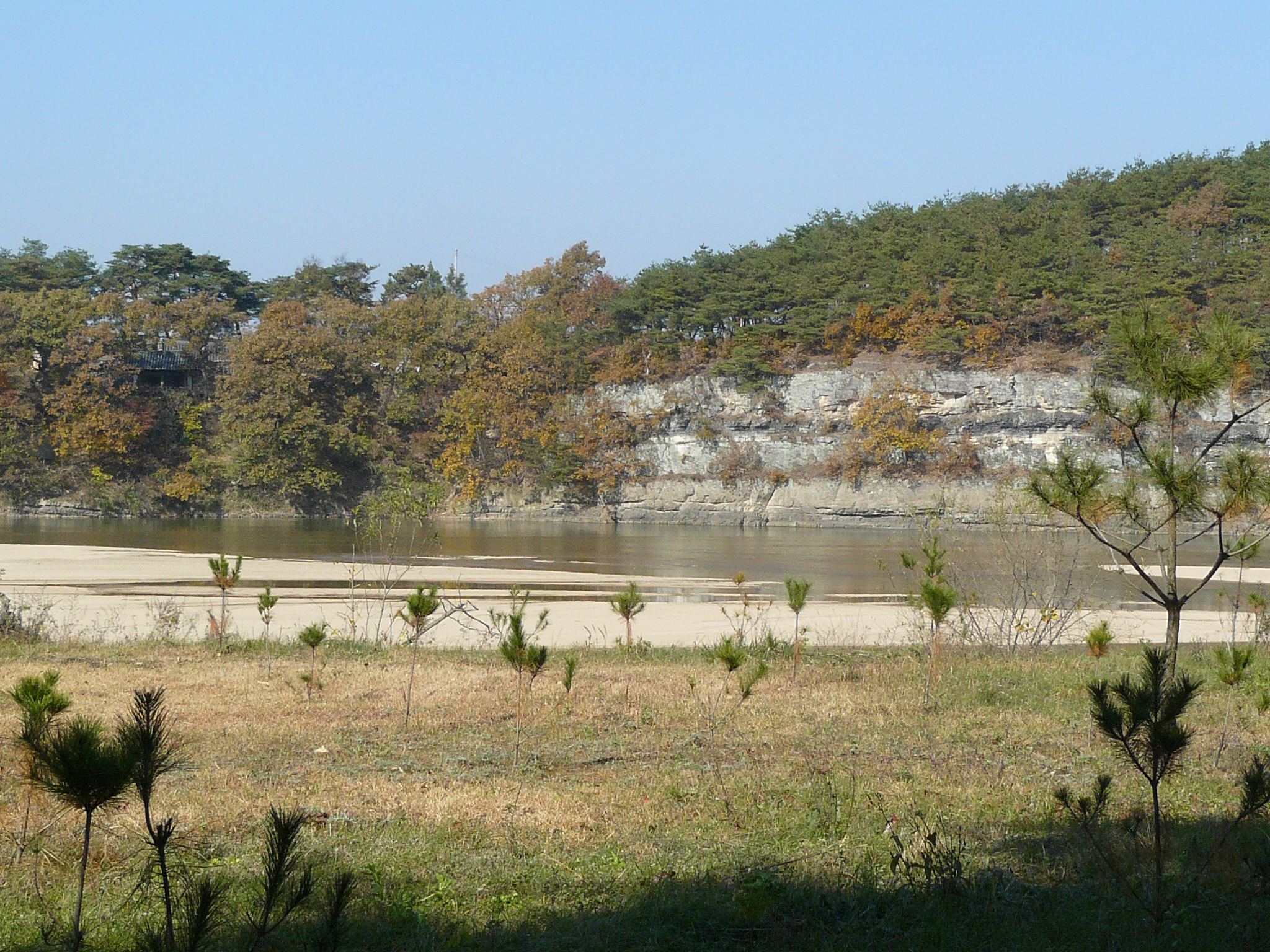
풍천면 부용대
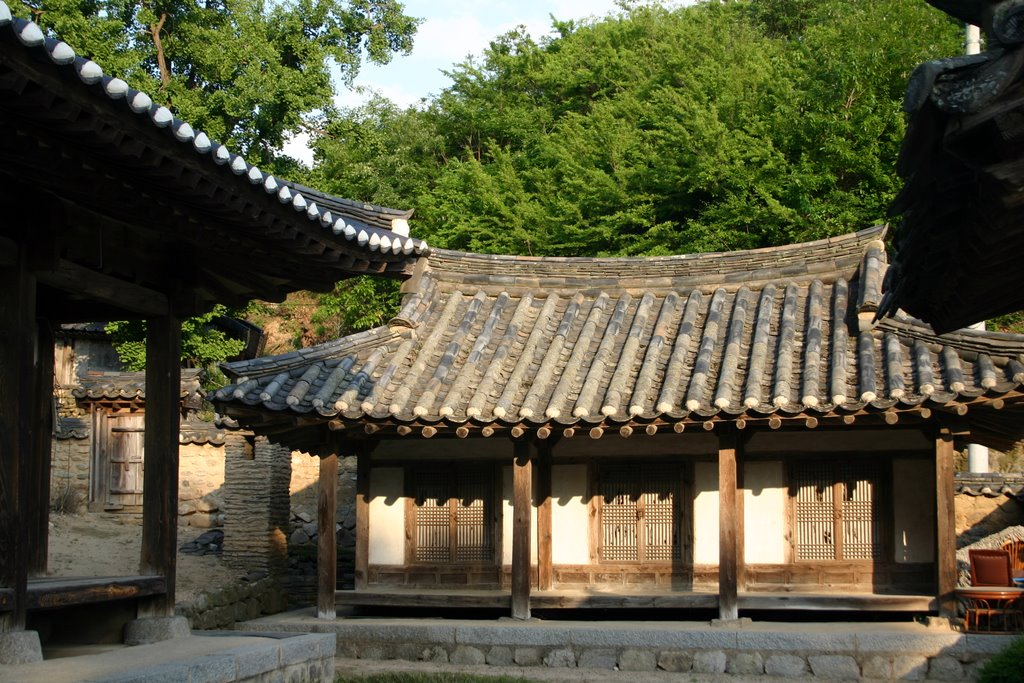
송현동 임천서원
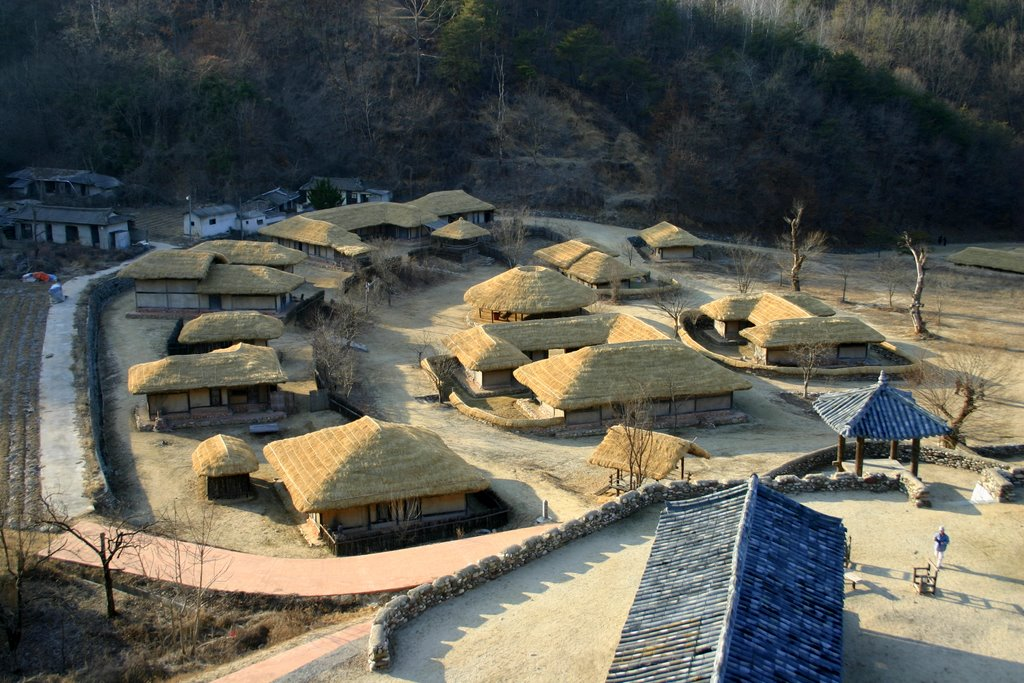
성곡동 KBS 드라마세트장
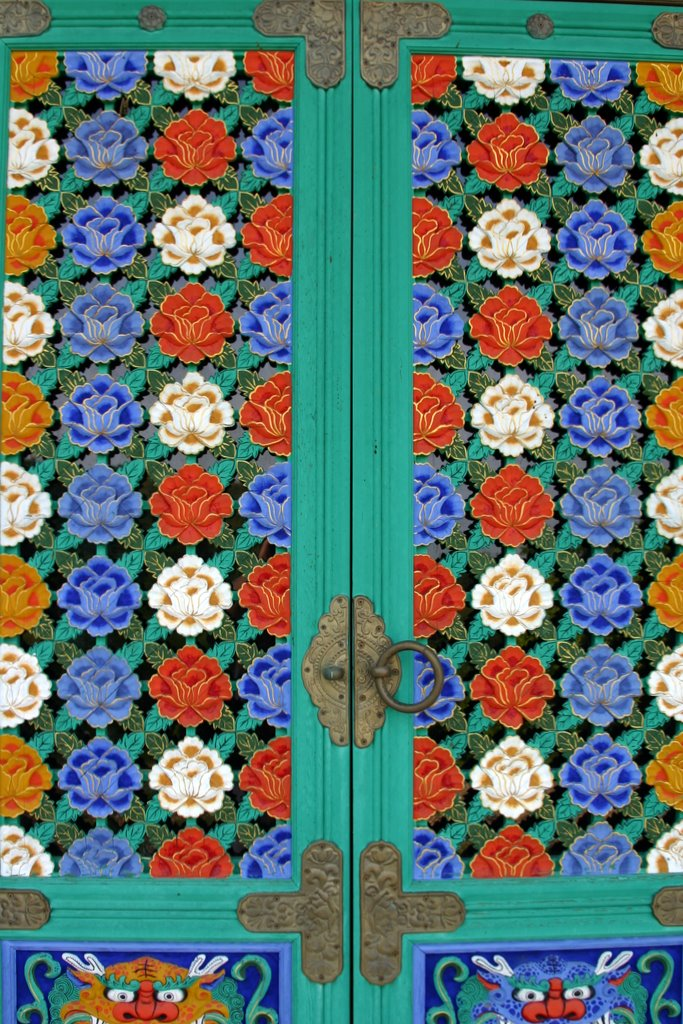
서후면 광흥사 단청
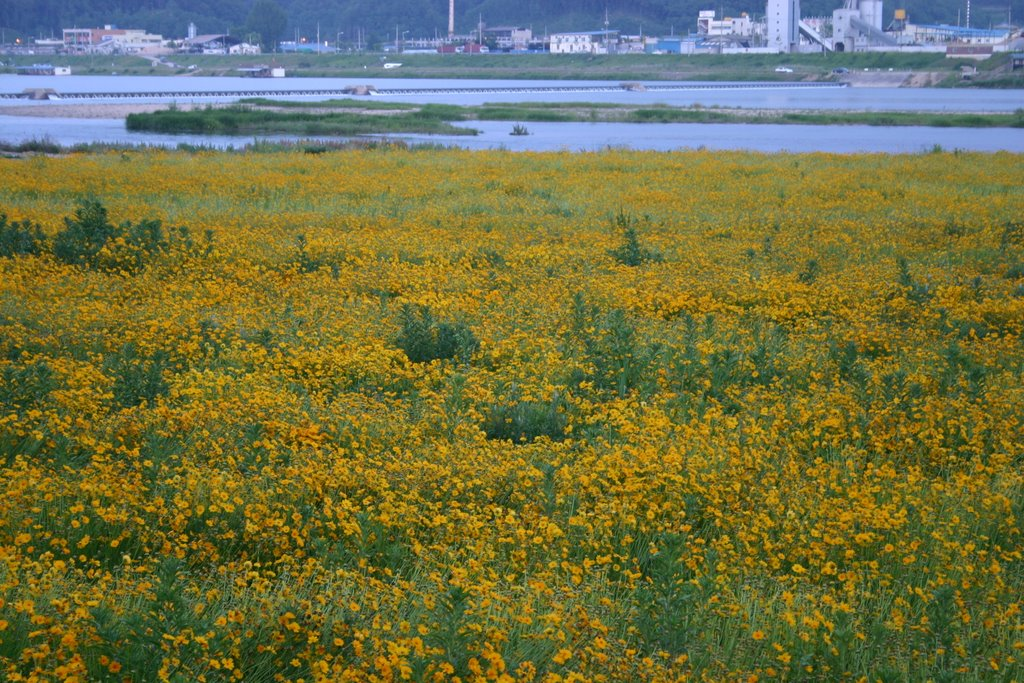
서후면 금계리 국화밭
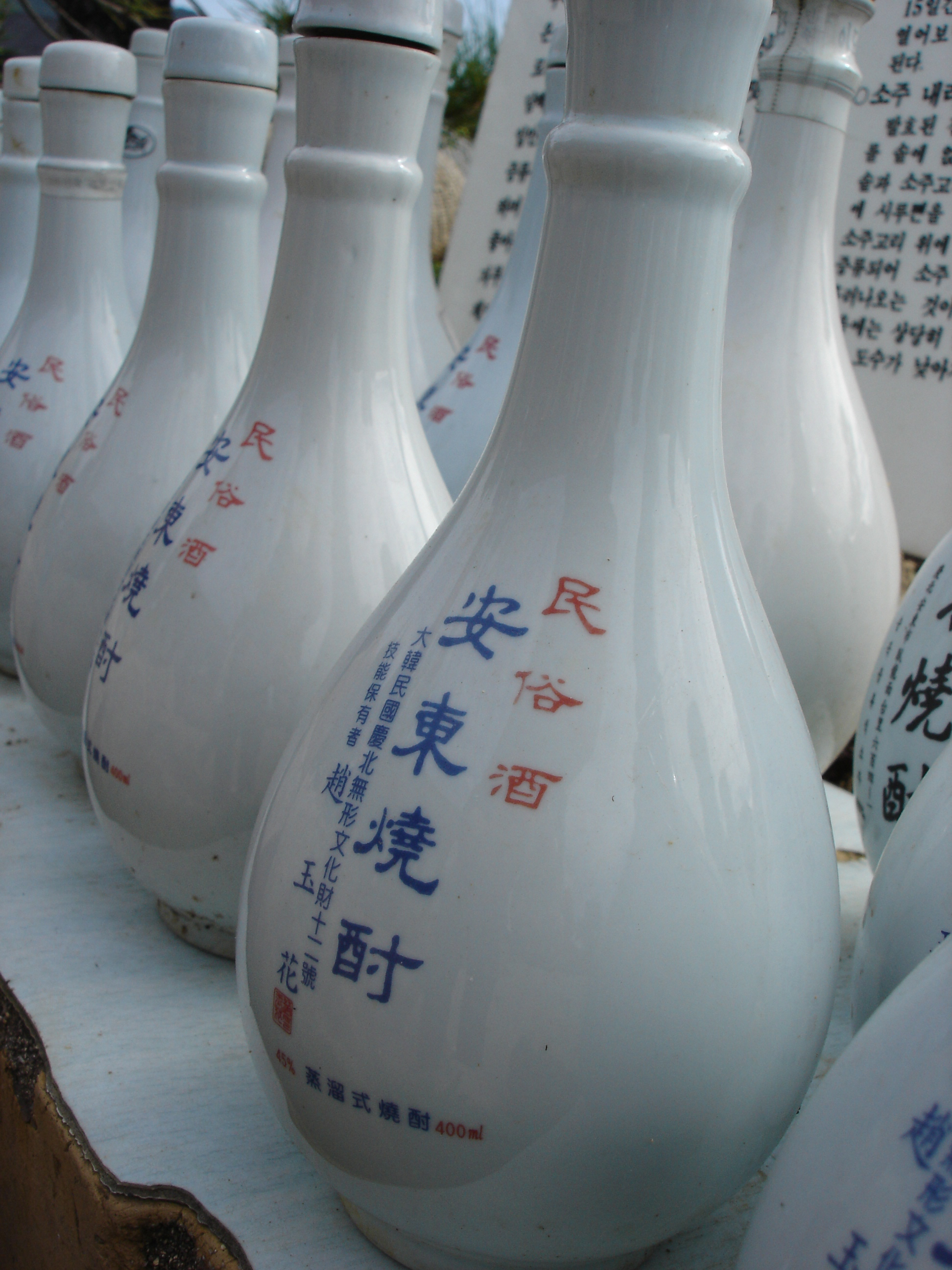
안동소주

## 같이 보기
- 대한민국의 지리
- 대한민국의 설치순 도시 목록